# Historia de las relaciones entre China y Estados Unidos

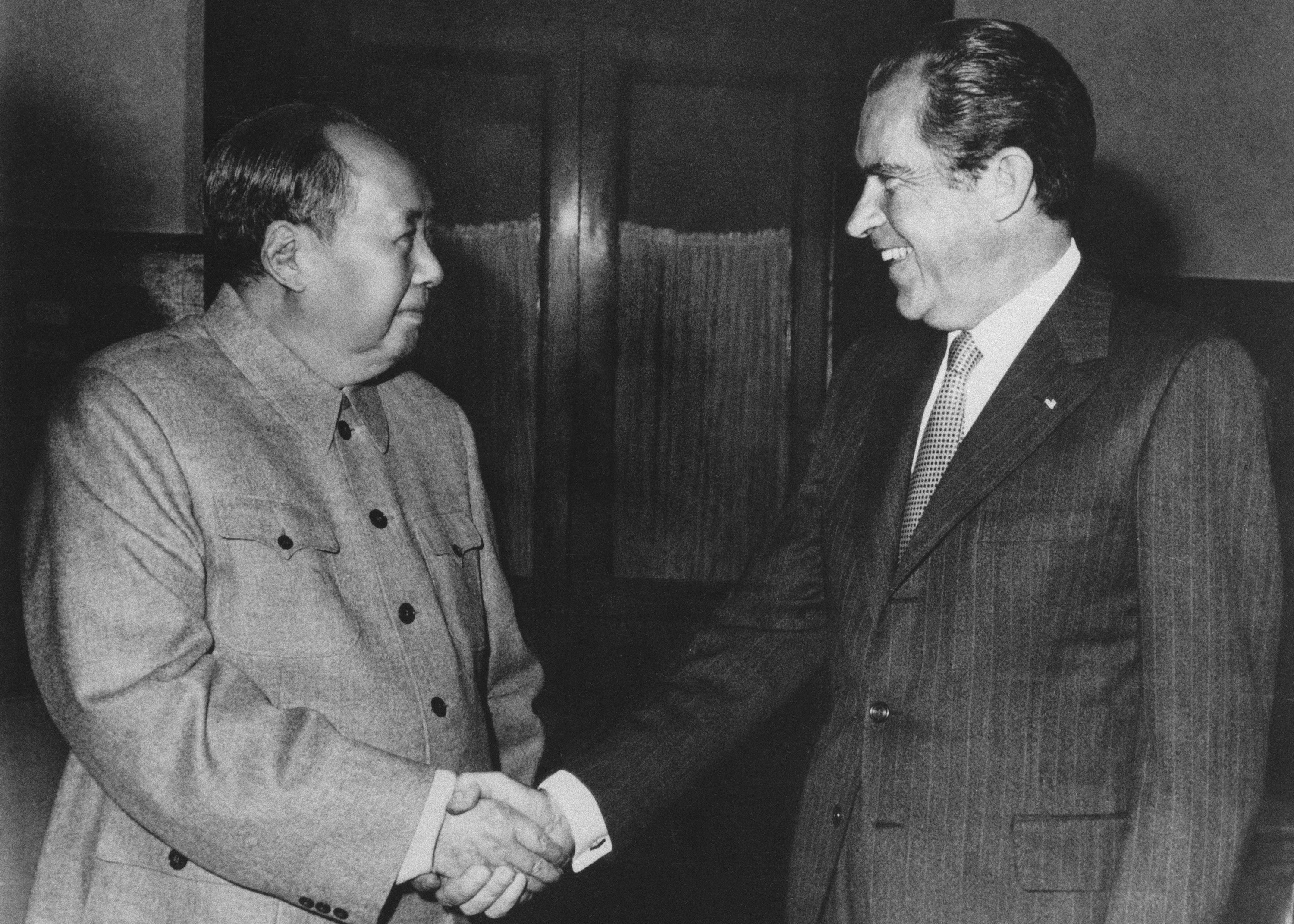
Visita de Richard Nixon a la República Popular China en 1972: El presidente estadounidense se da la mano con el presidente chino Mao Zedong.

La historia de las relaciones entre China y Estados Unidos se consolidó con el Tratado de Wanghia de 1845. En China, la Dinastía Qing estableció las primeras relaciones diplomáticas modernas a finales del siglo XIX. Después de la Revolución de Xinhai de 1911, la recién formada república de China mantuvo relaciones diplomáticas con los EE. UU. Durante la Segunda Guerra Mundial, China fue un aliado cercano de los estadounidenses, pero tras la guerra civil china y la fundación de la República Popular China en 1949, EE. UU. reconoció a la república de China en la Isla de Taiwán como el gobierno legítimo de China y no mantuvo relaciones diplomáticas con la RPC en el continente. Ya en la posguerra de la Segunda Guerra Mundial EE. UU. luchó militarmente contra la RPC en la guerra de Corea.
En febrero de 1972, el presidente Richard Nixon viajó a la RPC. Tras este viaje, EE. UU. y la RPC emitieron el Comunicado de Shanghái, por el que ambas naciones se comprometieron a trabajar para normalizar las relaciones diplomáticas. Esto no se tradujo en el reconocimiento inmediato de la RPC, pero se establecieron "oficinas de enlace" en Pekín y en Washington. EE. UU. reconoció la posición de China de que todos los chinos de ambos lados del Estrecho de Taiwán sostienen que solo existe una China y que Taiwán es parte de esta. La declaración facilitó a EE. UU. y a la RPC el poder dejar a un lado temporalmente la cuestión de Taiwán y abrir el comercio y la comunicación.No obstante, no fue hasta enero de 1979 que el gobierno estadounidense cambió el reconocimiento de Taipéi a Pekín, así como sus relaciones diplomáticas. Este acercamiento benefició a al RPC y aumentó su seguridad durante el resto de la Guerra Fría. Tanto China como Estados Unidos respaldaron a combatientes en África contra los movimientos soviéticos. Los beneficios económicos de la normalización fueron lentos y tomó décadas que los productos estadounidenses penetraran en el amplio mercado chino. 
Las relaciones entre la RPC y los EE. UU. se mantuvieron estables durante el resto del siglo XX, sobre todo después de la disolución de la Unión Soviética, la cual eliminó a un enemigo común y marcó el comienzo de un mundo caracterizado por el dominio estadounidense. Estados Unidos y sus aliados expresaron preocupación por los Derechos humanos en la RPC y la situación política de la Isla de Taiwán. Las relaciones se deterioraron bajo el presidente Donald Trump, cuya administración calificó a China de «competidor estratégico» a partir de la Estrategia de Seguridad Nacional de 2017. Posteriormente, lanzó una guerra comercial contra China, prohibió a las compañías estadounidenses vender equipos a Huawei y otras compañías vinculadas a lo que denominó el "genocidio uigur", aumentó las restricciones de visa para estudiantes y académicos de nacionalidad china y designó a China como manipulador de divisas. Para mayo de 2020, las relaciones se habían deteriorado ya que ambas partes estaban reclutando aliados para atacar a la otra con respecto a la culpa por la pandemia de COVID-19. Las relaciones empeoraron por la decisión del gobierno chino de autorizar una ley de seguridad nacional de Hong Kong en 2020. Como resultado, los observadores políticos han comenzado a advertir que está surgiendo una Nueva Guerra Fría. 

## Relaciones Qing-Estados Unidos

### Comercio con la antigua China
El resultado fue la considerable exportación de especias, ginseng, y las pieles a China, y la mucho mayor afluencia de té, algodón, seda, porcelana y muebles hacia los Estados Unidos. Los comerciantes, quienes servían de intermediarios entre los consumidores chinos y estadounidenses, se volvieron fabulosamente ricos con este comercio, finalmente dando lugar a la primera generación estadounidense de millonarios. Además, muchos artesanos chinos comenzaron a notar el deseo de los estadounidenses por artículos exóticos y en consecuencia, ajustaron sus prácticas de producción para hacer espacio a la fabricación de bienes hechos específicamente para la exportación. Estos bienes de exportación a menudo estaban hechas con características estadounidenses o europeas con el fin de aprovechar de manera plena las características demográficas de éstos consumidores.

### Las guerras del opio
El final de la primera guerra del Opio llevó en 1842 al frente anglo-chino hacia el Tratado de Nankín, el cual forzó a varios puertos chinos a abrir sus horizontes hacia el comercio extranjero. Hasta entonces, las relaciones chino-estadounidenses se habían llevado a cabo exclusivamente a través del comercio, pero este nuevo pacto entre Gran Bretaña y China amenazó severamente el desarrollo del comercio americano en la región. La administración del presidente John Tyler aseguró el Tratado de Wanghia en 1844, que no solo puso el comercio estadounidense a la par del británico, sino que también aseguró a los estadounidenses el derecho de Extraterritorialidad. Este tratado puso fin a la era del comercio con la antigua China, dando a los Estados Unidos tantos privilegios comerciales como los que tenían otras potencias extranjeras.
Después de la derrota de China en la segunda guerra del Opio, el emperador Xianfeng escapó de Pekín. Su hermano, Yixin, Príncipe Gong, ratificó el Tratado de Tianjin en la Convención de Pekín el 18 de octubre de 1860. Éste tratado estipula, entre otras cosas, que junto con Gran Bretaña, Francia y Rusia, los Estados Unidos tendrían el derecho de la estación en Pekín, ciudad cerrada en ese entonces.

### El tratado de burlingame y la ley de exclusión china

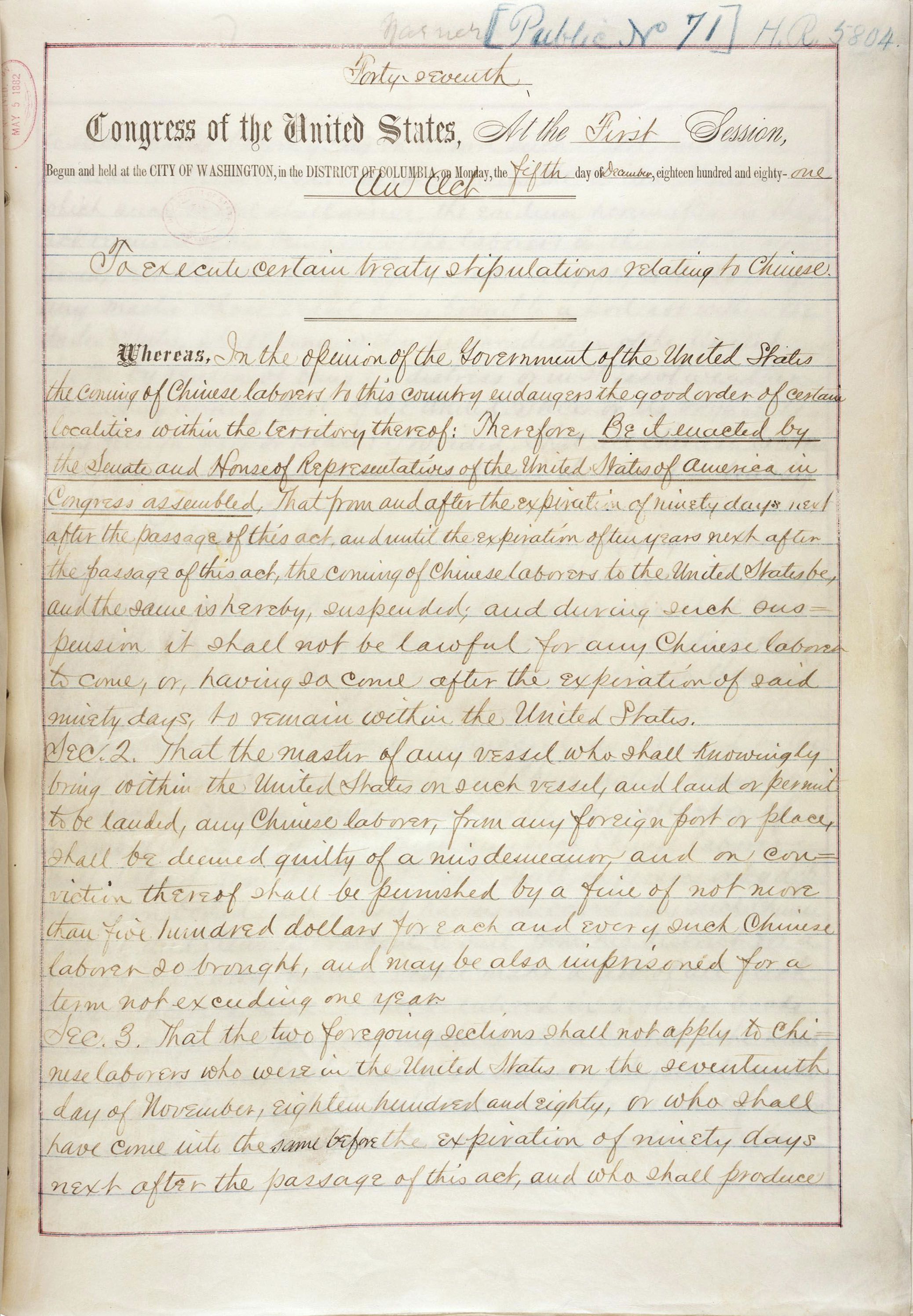
La primera página de la Ley de Exclusión China de 1882.

En 1868, el gobierno de la Dinastía Qing nombró a Anson Burlingame como su emisario en los Estados Unidos, quien recorrió el país para conseguir apoyo para un trato justo y equitativo hacia China y los emigrantes chinos. El Tratado de Burlingame en 1882 incluye estos principios. en 1871, la Misión Educativa China trajo el primero de dos grupos de 120 niños chinos para estudiar en los Estados Unidos. Ellos fueron traídos por Yung Wing el primer chino en graduarse de una universidad estadounidense.
Durante la Fiebre del oro de California y la construcción del Primer ferrocarril transcontinental de Estados Unidos, un gran número de chinos emigraron hacia los Estados Unidos, estimulando la animosidad de los ciudadanos estadounidenses. Después de ser sacados por la fuerza de las minas, la mayoría de los chinos se establecieron en lo que hoy se conocen como barrio chino en ciudades como San Francisco (California), asumiendo trabajos con salarios bajos, como limpieza de restaurantes y lavandería. Con la economía de la etapa posguerra civil en declive durante la década de 1870, la animosidad contra la minoría china se politizó por el líder sindical Denis Kearney  y su partido laboral, así como por el gobernador en ese entonces de California, John Bigler. Ambos culparon a los Culí´s chinos por los bajos niveles de salario.
Como la primera restricción significativa sobre la libre inmigración en la historia de los Estados Unidos, el congreso aprobó el 6 de mayo de 1882 la Ley de Exclusión China, tras haber hecho en 1880 modificaciones al Tratado de Burlingame. Dichas modificaciones permitían a los Estados Unidos el suspender la inmigración y el congreso actuó con rapidez para implementar la suspensión de la inmigración china y excluir a los "obreros calificados y no calificados en la minería y en otros oficios" de procedencia china de entrar al país durante 10 años, bajo pena de cárcel y deportación. La prohibición fue renovada varias veces, durando más de 60 años.

### En búsqueda del mercado chino
La compañía de Desarrollo china de América, fundada por J. P. Morgan y Andrew Carnegie, trató de proporcionar el capital y la administración estadounidense que generaría una rápida industrialización en China. Esta comenzó la construcción de la línea de ferrocarril Hankow-Cantón, con el fin de vincular el centro y el sur de China, aunque solo se las arregló para terminar 30 millas de la línea. Los estadounidenses pronto se desilusionaron, y vendieron el proyecto a un sindicato belga, rival de la compañía. En general, el sueño americano de hacerse rico después de invertir en China o venderle a cientos de millones de chinos se había vuelto casi un fracaso. la venta estándar de combustibles si tuvo éxito en vender queroseno dentro del mercado de China, pero muy pocas otras industrias generaron ingresos.

### El levantamiento de los bóxers

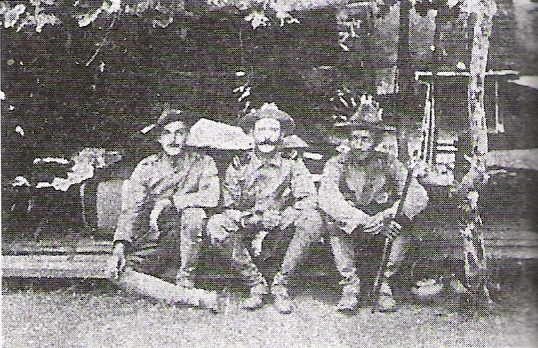
Las tropas estadounidenses en China durante el levantamiento de los bóxers en 1900.

En 1899, un movimiento de chinos nacionalistas, quienes se llamaban a sí mismos como "los puños rectos y harmoniosos", comenzaron una revuelta violenta en China,a la que se refirieron los occidentales como el Levantamiento de los bóxers, en contra de la influencia extranjera sobre el comercio, la política, la religión y la tecnología. Estas campañas tuvieron lugar a partir de noviembre de 1899 hasta el 7 de septiembre de 1901, durante los años finales del gobierno Manchú bajo el poder de la Dinastía Qing.
La sublevación comenzó como un movimiento anti-extranjero, antiimperialista, con base campesina en el norte de China. Los insurgentes atacaron a los extranjeros, quienes estaban construyendo los ferrocarriles y violando el Feng shui, y a los cristianos, quienes eran tomados como los responsables de la dominación extranjera de China. En junio de 1900, los bóxers entraron a Pekín, matando a 230 extranjeros (incluyendo a diplomáticos) así como a miles de chinos cristianos, mayormente en las provincias de Shanxi y Shandong. El 21 de junio, la emperatriz viuda Cixí declaró la guerra en contra de todos los poderes occidentales. Los diplomáticos, civiles extranjeros, soldados y chinos cristianos fueron sitiados durante el Asedio del barrio de las delegaciones en Pekín durante 55 días. Una coalición denominada como la Alianza de las Ocho Naciones, la cual incluía al Imperio austrohúngaro, Francia, Alemania, Italia, Japón, Rusia, el Reino Unido y los Estados Unidos enviaron a 20,000 tropas para su rescate. Las fuerzas multinacionales fueron inicialmente derrotadas por una armada chino-musulmana en la Batalla de Langfang, pero un segundo intento fue exitoso debido a la rivalidad interna dentro de las fuerzas chinas.
El gobierno de China fue forzado a indemnizar a las víctimas y a realizar varias concesiones adicionales. Reformas posteriores implementadas después de la rebelión contribuyeron al final de la Dinastía Qing y el establecimiento de una república china moderna. Los Estados Unidos jugaron un papel secundario pero importante en la supresión del levantamiento de los bóxers, en gran parte debido a la presencia de barcos y tropas estadounidense desplegadas en las Filipinas desde la conquista de América en la guerra hispano-estadounidense y la guerra filipino-estadounidense. Dentro de las fuerzas armadas estadounidenses, a la supresión del levantamiento de los bóxers se le conoció como la Expedición de alivio de China.

### Política de puertas abiertas

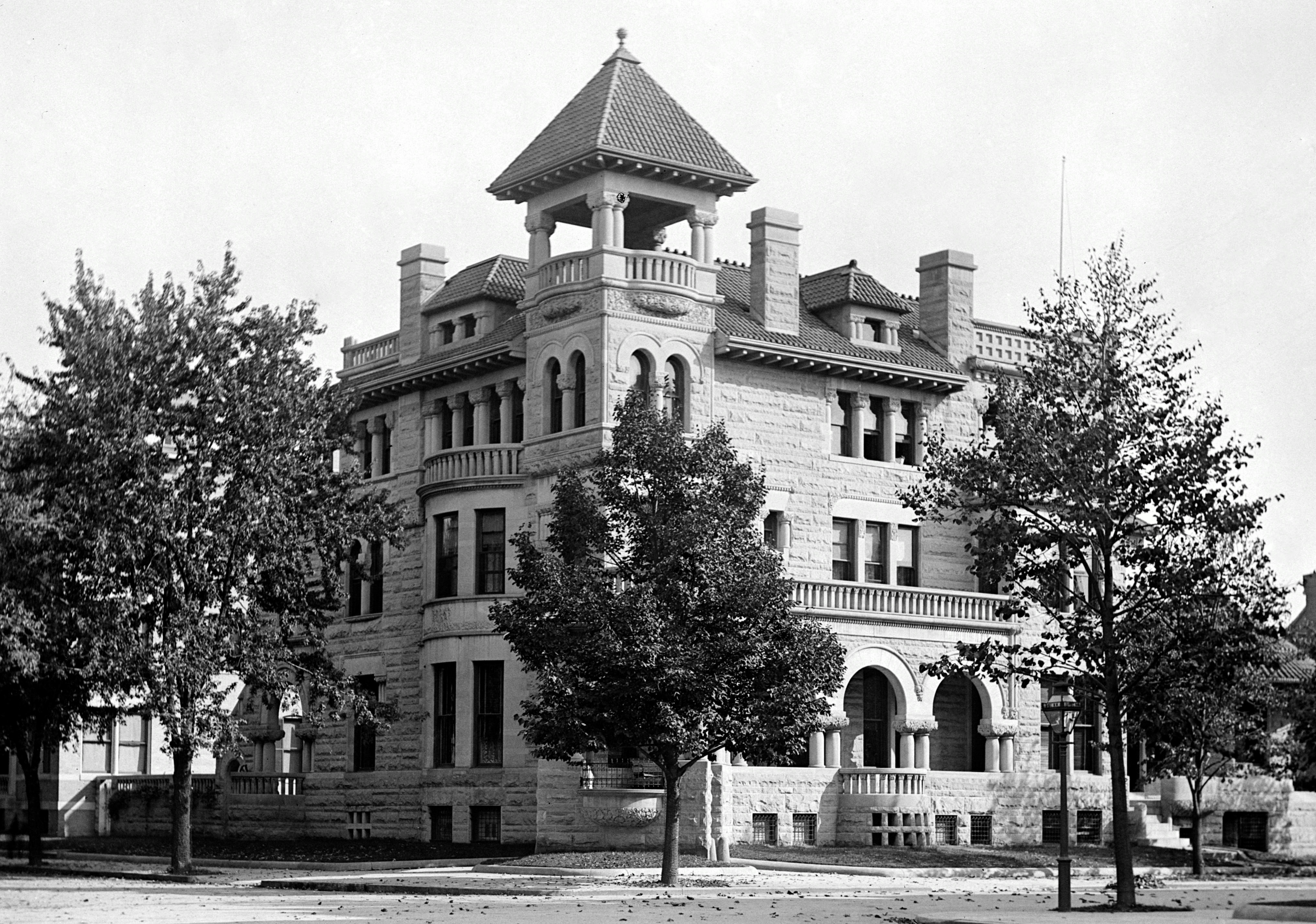
La antigua residencia de Wu Tingfang y la oficina de la delegación Qing en Estados Unidos, localizada en el Dupont Circle en Washington D. C.

A finales del siglo XIX, las potencias mundiales (Francia, el Reino Unido, Alemania, Italia, Japón y Rusia) comenzaron a formar círculos de influencia propia en China, la cual estaba bajo el poder de la Dinastía Qing en ese entonces. Los Estados Unidos, al no poseer tal influencia en el país chino, buscaban que estas prácticas se terminaran. En 1899, el Secretario de Estado de los Estados Unidos John Milton Hay envió cartas diplomáticas hacia estas naciones, pidiendo que garanticen la integridad administrativa y territorial de China y que no interfirieran con el libre uso de los puertos comerciales dentro de sus respectivos círculos de influencia. Las principales potencias evadieron cualquier compromiso, argumentando que no podían estar de acuerdo en nada hasta que se llegara a un consenso entre ellas. Hay tomó esta acción como la aceptación de su propuesta, la cual fue conocida como la Política de puertas abiertas.
Aunque es generalmente respetada en el contexto internacional, la política de puertas abiertas sufrió varios y serios reveses. El primer problema involucra la invasión de Rusia a Manchuria a finales del siglo XIX. Los EE. UU. protestaron en contra de las acciones de Rusia, lo que condujo a la guerra ruso-japonesa en 1904. Japón presentó un desafío contra la política de puertas abiertas con las Veintiuna exigencias hechas en 1915 hacia la, en ese entonces, república de China.
Japón también realizó acuerdos secretos con los aliados, entre los cuales se prometía a Japón los territorios alemanes en China.
El mayor revés que tuvo la política de puertas abiertas ocurrió en 1931, cuando Japón invadió y ocupó Manchuria, creando el estado títere de Manchukuo. Los Estados Unidos, junto con otros países, condenó fuertemente la acción, pero tomo pocas o casi ninguna acción para detenerla.

## Relación de Estados Unidos y la república china

### Las primeras décadas
Después de la Revolución de Xinhai en 1911, el gobierno estadounidense reconoció a la república de China (ROC) como el único y legítimo gobierno de China, a pesar de la existencia de varios tipos de gobierno en diferentes partes de China. China fue unificada en un solo gobierno, la república de China, dirigida por el Kuomintang en 1928. La primera ganadora del Premio Nobel de Literatura por escribir sobre China, Pearl S. Buck, fue una escritora estadounidense nacida en territorio americano, pero criada en China, quien ganó el premio en 1938 por su obra titulada La ovela china.

### Segunda Guerra Mundial

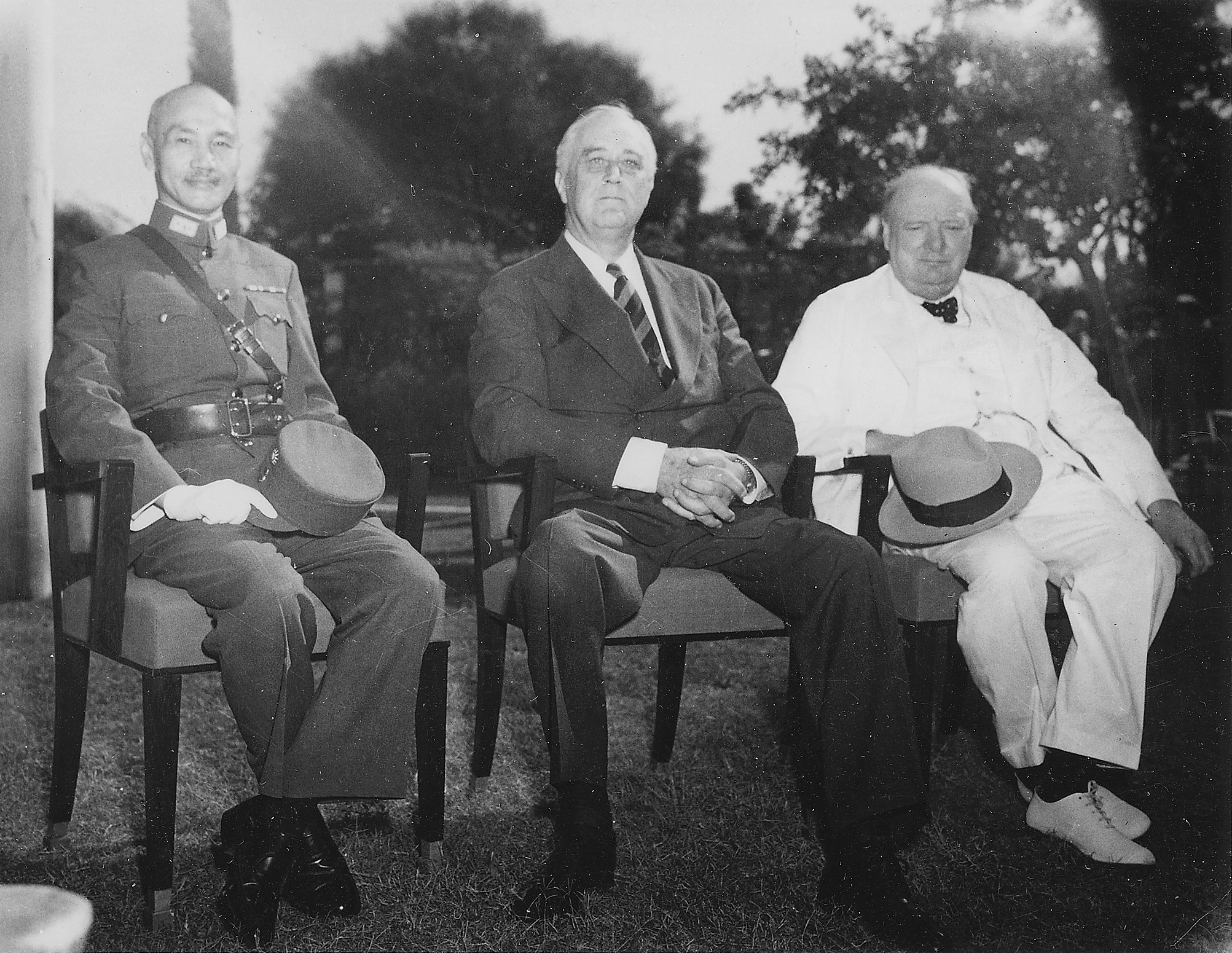
Chiang Kai-shek, Franklin D. Roosevelt, y Winston Churchill durante la Conferencia de El Cairo en 1943.

El estallido de la segunda guerra sino-japonesa en 1937 condujo al flujo de apoyo hacia la república de China, en ese entonces bajo el mando de Chiang Kai-Shek, por parte de los Estados Unidos, bajo la presidencia de Franklin D. Roosevelt. Una serie de Leyes de Neutralidad habían sido aprobadas en los EE. UU. con el apoyo de los aislacionistas, quienes se oponían a la ayuda estadounidense hacia los países en guerra. Debido a que la segunda guerra sino-japonesa aún no había sido declarada, Franklin D. Roosevelt negó que existiese el estado de guerra en China y procedió a enviar ayuda a Chiang Kai-Shek.
La simpatía del público estadounidense por los chinos fue despertado por los informes de los misioneros, novelas como la de Pearl S. Buck, la edición de Time sobre la brutalidad de los japoneses en China, incluyendo los reportes sobre la Masacre de Nankín, también conocida como la "violación de Nankín".
Las relaciones japonesas-estadounidenses fueron después afectadas por el Incidente del Panay, ocurrido durante el bombardeo a Nankín, donde un buque de guerra de la armada estadounidense fue hundido, presuntamente como un accidente, por aviones japoneses (el hecho de si fue o no intencional sigue en disputa).Roosevelt exigió una disculpa junto con una compensación por parte de los japoneses, la cual fue recibida, aunque las relaciones entre ambos países continuaron deteriorándose. El libro de Edgar Snow, Una estrella roja sobre China, publicado en 1937, relata que el partido comunista chino de Mao Zedong realizó de manera eficaz diferentes reformas y guerrillas en su combate contra los japoneses. Cuando la guerra estalló durante el verano de 1937, los Estados Unidos ofrecieron apoyo moral, aunque no tomaron ninguna medida efectiva durante esta.
Los Estados Unidos le declararon formalmente la guerra a Japón en 1941, después del inesperado ataque japonés sobre la base naval Pearl Harbor, suceso que marcó la entrada de los estadounidenses en la Segunda Guerra Mundial. La administración de Roosevelt suministró cantidades masivas de apoyo al gobierno asediado de Chiang Kai-Shek, ahora centralizado en Chongqing. Soong May-ling, conocida como Madame Chiang Kai-shek, quien había sido educada en territorio estadounidense, tuvo asambleas con el congreso estadounidense y recorrió el país con el fin de reunir apoyo para China. El gobierno enmendó la Ley de Exclusión China y el presidente Roosevelt se trasladó con el fin de terminar los tratados desiguales entre ambos países. Sin embargo, la percepción de que el gobierno chino era incapaz de resistir los ataques japoneses o de que prefería centrarse más en la derrota de los comunistas crecieron, acrecentando la tensión interna y externa sobre el país. Miembros de las manos de China, como Joseph Stilwell -quien hablaba de manera fluida el chino mandarín- dijo que era parte del interés estadounidense el establecer la comunicación con los comunistas para preparar una invasión terrestre hacia Japón, a manera de contraofensiva durante el conflicto.
La Misión Dixie, iniciada en 1943, fue el primer contacto oficial de Estados Unidos con los comunistas. Otros personajes estadounidenses, como Claire Chennault, abogaron por el uso de la fuerza aérea en el conflicto. En 1944, el generalísimo Chiang Kai-Shek accedió a la propuesta de Roosevelt de que un general estadounidense tomara el mando de todas las fuerzas militares en el área, pero demandó que Stilwell también asumiera un cargo oficial. El general Albert Coady Wedemeyer remplazó a Stilwell, y Patrick J. Hurley fue nombrado embajador.
La Oficina de Servicios Estratégicos estadounidense (antecesor de la CIA) mostró un interés en una posible conspiración para disminuir el control del régimen de Chiang. Como respuesta, Chiang ordenó la ejecución de los rebeldes involucrados en esto. El presidente Chiang no sentía ninguna simpatía hacia los Estados Unidos, y vio éstos movimientos como un intento de imponer el imperialismo en China. Chiang no quería ser un subordinado ni de los Estados Unidos, ni de la Unión Soviética, pero competían por ocupar un espacio entre ambas para tener los mayores beneficios por parte de la Unión Soviética y de los Estados Unidos, sin asumir directamente una posición. Incidentes violentos se habían producido cuando un general estadounidense, en estado de ebriedad, había hecho comentarios sobre el régimen de Chiang, y sobre la violación de dos estudiantes chinas por marines estadounidenses. Chiang predijo que la guerra llegaría entre los estadounidenses y los soviéticos y que ambos bandos se interesarían en una alianza con China, situación que el país asiático vio como una ventaja.
Chiang también difería con el país americano en cuanto a su ideología; él organizó el Kuomintang como un partido con influencia leninista, con las prohibiciones sobre la disidencia y la democracia, afirmando que estas eran imposibles para China.
Chiang manipuló a los americanos y a los soviéticos durante la guerra; primero, diciéndole a los EE. UU. que se iniciarían las negociaciones y una posible alianza entre la Unión Soviética y China, mientras le decían al gobierno soviético que la opinión de los estadounidenses, junto con su participación no era relevante en el conflicto. Al mismo tiempo, Chiang logró que EE. UU. apoyara militarmente a China, evitando así cualquier movimiento por parte de los soviéticos, quienes ahora estaban bajo la posible amenaza de un ataque por parte de los americanos.
La mano derecha de Chiang, el jefe de la policía secreta Dai Li, quien era anticomunista y antiestadounidense a la vez, le había ordenado previamente a agentes del Kuomintantg que espiaran y mantuvieran vigilados a miembros del ejército y a oficiales estadounidenses. Anteriormente, Chiang ya se había visto implicado con la Sociedad de Camisas Azules, un grupo paramilitar fascista dentro del Kuomintang que quería expulsar a los occidentales y a los imperialistas japoneses, aplastar a los comunistas y eliminar el feudalismo. Dai Li was assassinated in a plane crash orchestrated by the American OSS or the Communists.

### La guerra civil en China continental
Cuando terminó la Segunda Guerra Mundial en 1945, la hostilidad entre la República de China y el Partido Comunista de China resultó en una guerra civil; posteriormente, el KMT perdió el control sobre China continental en 1949 como resultado del conflicto.
En el Libro blanco de China (véase el trabajo de Dean Acheson), publicado en 1949 y elaborado por el departamento de estado de EE. UU, se anunciaba la política de no intervención en la república de China (con base en Taiwán) en caso de haber ataques por parte del Ejército Popular de Liberación. El general Douglas MacArthur ordenó a las fuerzas militares de Chiang Kai-Shek el ir a la Isla de Taiwán para aceptar la rendición de las tropas japonesas, iniciando así la ocupación militar de la isla asiática. Adicional mente, el general estadounidense George Marshall trató de negociar una tregua entre la República de China y el partido comunista en 1946, pero la iniciativa perdió impulso rápidamente. El movimiento nacionalista se negó hasta 1949, cuando los comunistas resultaron victoriosos del conflicto y expulsaron a los nacionalistas de la China continental hacia Taiwán y otras islas. Mao Zedong estableció posteriormente la República Popular China(RPC) en China continental, mientras que en Taiwán y otras islas actualmente siguen gobernadas bajo los principios de la República de China.

### Relaciones durante la guerra fría

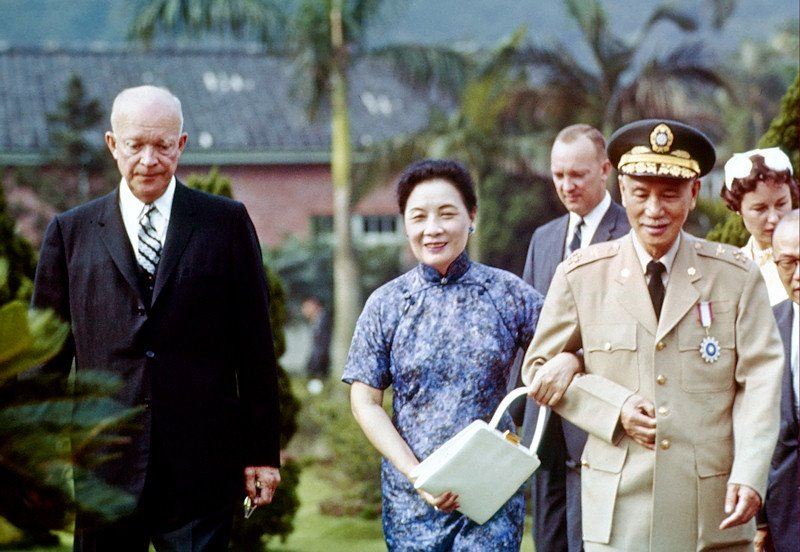
Eisenhower, Soong May-ling y el presidente de la república de China Chiang Kai-shek en Taiwán. 1960.

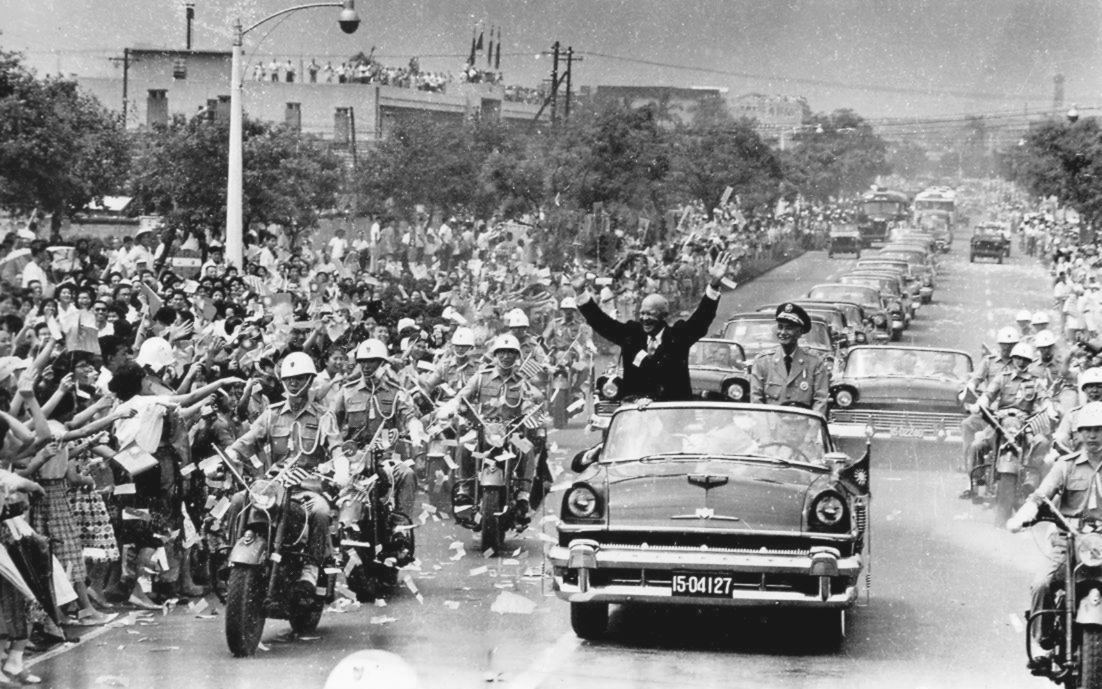
El presidente Dwight D. Eisenhower, junto con Chiang Kai-shek, saluda a la multitud durante su visita a Taipéi en junio de 1960.

Después de que estalló la guerra de Corea, la administración de Harry S. Truman reanudó el apoyo militar y económico hacia la república de China; además, mantuvo paralizado el Estrecho de Taiwán al colocar a la Séptima Flota de los Estados Unidos con el fin de prevenir una invasión comunista hacia Formosa. Hasta que los Estados Unidos reconocieran oficialmente a la república popular china en 1979, el estado de Washington había seguido aprobando el apoyo dado a la república de China, basada en la ley de ayuda exterior, la ley de seguridad mutua y en la Agencia de los Estados Unidos para el Desarrollo Internacional, promulgadas por el congreso estadounidense. Un tratado de defensa mutua entre China y América fue firmado de manera independiente entre ambos gobiernos en 1954 y duró hasta 1979.
La posición oficial del departamento de estado estadounidense en 1959 fue:
"La capital provisional de la república de China ha estado en Taipéi (Taiwán) desde diciembre de 1949; adicional mente, que el gobierno de la ésta ejerce su autoridad sobre la isla, mientras que la soberanía de Formosa no se ha transferido a China, al no ser parte de ésta como un país por el momento, o hasta que nuevos tratados entren en vigor. Por último, Formosa puede decirse que es un territorio o una zona ocupada y administrada por el gobierno de la república de China, aunque no está oficialmente reconocida como parte de ésta".

### El final de las relaciones diplomáticas entre la República de China y EE. UU.
El 1 de enero de 1979, los Estados Unidos cambiaron su reconocimiento diplomático del gobierno chino oficial de la República de China hacia la República Popular China. En el comunicado estadounidense donde se anuncia el cambio, se establece que los EE. UU. reconocían al gobierno de la RPC como el único gobierno legal en el país asiático y apoyarían la postura de éste sobre la existencia de una única China, de la cual la isla de Taiwán formaba parte. Este mismo comunicado también señaló que dentro de este mismo contexto, los Estados Unidos mantendrían las relaciones culturales, comerciales y extraoficiales con Taiwán. Desde entonces, el gobierno estadounidense se ha referido a la república de China como 'Taiwán'
Poco antes de la terminación de las relaciones diplomáticas, el 28 y 29 de diciembre de 1978, antes del telegrama del presidente Carter a China, un representante estadounidense fue enviado a la república de China para realizar negociaciones con el presidente Chiang Ching-kuo; el tema de estas negociaciones se centraron principalmente en el estado diplomático entre EE. UU. y la república de China, después de que se estableciera el reconocimiento oficial de la república popular China.
A la llegada del representativo a Taipéi, la capital de la ROC, hubo una gran molestia en el país debido a la presencia de americanos en la capital asiática, debido a la percepción de una "traición" por parte del gobierno americano. Varias protestas ocurrieron y los estadounidenses, tomando rigurosas precauciones y medidas de seguridad, fueron capaces de desplazarse por la ciudad para atender a las reuniones. El representante estadounidense, siguiendo las instrucciones del presidente, intentó realizar la negociación de cuatro objetivos que, con suerte, lograrían facilitar el establecimiento de un compromiso entre ambas naciones.
El primero de los objetivos era mantener los tratados y acuerdos vigentes entre ambas naciones más allá del 1 de enero de 1979, con ambos lados manteniendo los derechos u obligaciones establecidos en esos acuerdos bajo práctica y ley internacional; el segundo objetivo era el lograr que continúe el funcionamiento de las embajadas y el personal de estas desde el 1 de enero de 1979 hasta el 28 de febrero de 1979; el tercer objetivo era discutir el posible establecimiento, por parte de ambas naciones, de nuevos instrumentos que no tendrían el carácter de, ni serían considerados como organizaciones gubernamentales. Finalmente, el cuarto objetivo era simplemente que las naciones se reunirían nuevamente para establecer un plan más detallado acerca del futuro de la relación entre ambas.

## Relaciones entre la República Popular China y los Estados Unidos

### Estado comunista en China continental
Los Estados Unidos no reconocieron oficialmente a la República Popular China (RPC) durante 30 años después de su fundación. En cambio, los EE. UU. mantuvieron relaciones diplomáticas con el gobierno chino establecido en Taiwán, reconociéndolo como el único gobierno legítimo de China.
Sin embargo, el gobierno chino de Taiwán no confiaba enteramente en los Estados Unidos. Un enemigo de la familia Chiang, Wu Kuo-Chen, fue destituido de su cargo como gobernador de Taiwán por Chiang Ching-kuo, y huyó más tarde hacia Estados Unidos en 1953. Chiang Kai-Shek, presidente de la república de China, sospechó que la CIA estaba planeando un golpe de Estado con Li-jen Sun, un hombre chino educado en Estados Unidos, quien asistió a la academia militar de Virginia con el fin de hacer de Taiwán un estado independiente. Chiang colocó en 1955 a Sun bajo arresto domiciliario.
Chiang Ching-kuo, educado en la Unión Soviética, inició una organización militar de estilo soviético dentro del ejército de la república de China, reorganizando y "sovietizando" a los oficiales políticos y de vigilancia. Las actividades del partido Kuomintang se propagaron por todo el ejército más tarde, aunque Li-jen Sun se opuso a estas acciones.
Mientras el Ejército Popular de Liberación se movía al sur para completar la conquista comunista de China continental en 1949, la embajada americana seguía al gobierno de la ROC hacia Taipéi, y mientras los consulares estadounidenses se mantenían en China continental. Sin embargo, el nuevo gobierno de la RPC era hostil ante la presencia estadounidense, y todo el personal de Estados Unidos fue retirado de China continental a principios de 1950. En diciembre de 1950, la RPC se apoderó de todas las propiedades estadounidenses en el país, con un valor de $196.8 millones, después de que los estadounidenses habían congelado las propiedades del gobierno chino después de la entrada de éste en la guerra de Corea en noviembre.

### Guerra de Corea

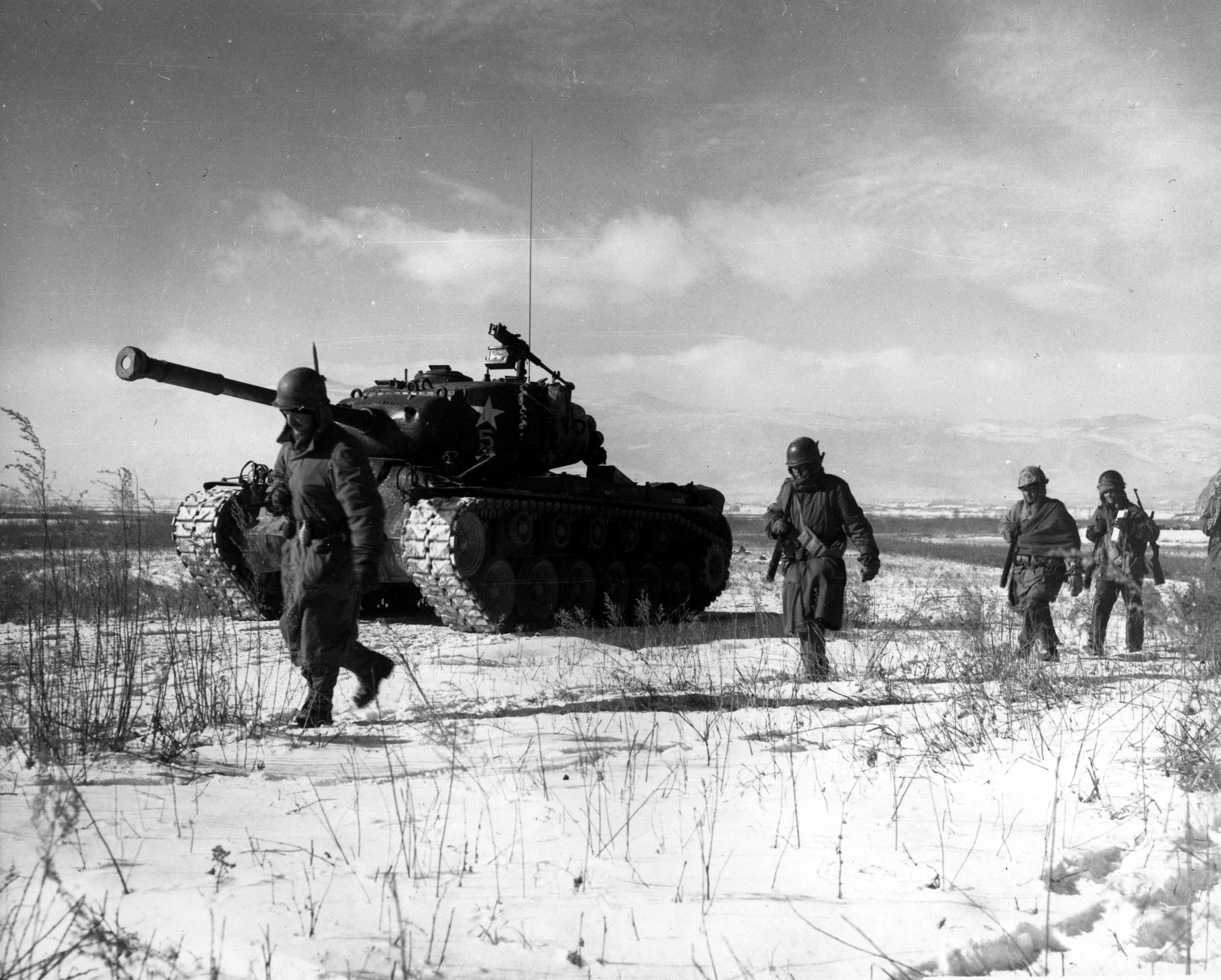
Una columna de tropas y blindajes de la 1.ª división de la marina se mueven a través de las líneas comunistas de China durante su ruptura con un depósito en Corea del Norte.

Cualquier esperanza restante de tranquilizar las relaciones entre ambos países terminaron cuando las fuerzas de EE. UU. y la RPC entraron en combate durante la guerra de Corea el 1 de noviembre, en 1950. En respuesta a la invasión de Corea del Sur por parte de los coreanos del norte (apoyados por los soviéticos), el consejo de seguridad de las Naciones Unidas se reunió y aprobó
la Resolución 82 del Consejo de Seguridad de las Naciones Unidas, condenando las acciones de Corea del Norte por unanimidad. Esta resolución fue adoptada principalmente porque la Unión Soviética había estado boicoteando los procedimientos de la ONU desde enero, en protesta porque la república de China y no la república popular china tenía un lugar permanente en el consejo.
Las fuerzas de la ONU encabezadas por los Estados Unidos empujaron a las fuerzas de Corea del Norte de vuelta a Corea del Norte, más allá del paralelo 38 (frontera entre las Coreas) y cerca del Río Yalu en la frontera entre China y Corea del Norte. Como resultado, la República Popular China llevó a cabo una intervención masiva en el conflicto del lado de los comunistas. Los chinos atacaron en el oeste a lo largo del Río Chongchon e invadieron completamente varias divisiones de Corea del Sur, y atacando severamente al flanco de las fuerzas restantes de la ONU. La derrota del Octavo ejército de los EE. UU. resultó en el retiro más largo de cualquier unidad militar estadounidense en la historia.
Ambos lados sufrieron grandes bajas antes que las fuerzas de la ONU fueran capaces de desplazar a la República Popular China de nuevo, cerca de la división original. A finales de marzo de 1951, después de que los cinos habían movido a un gran número de nuevas fuerzas hacia la frontera con Corea, los pozos de carga estadounidenses en la Base aérea de Kadena habían comenzado a entrar en operación; a las bombas ensambladas en ese sitio "sólo le faltaban los componentes nucleares esenciales". El 5 de abril, la Junta de jefes de Estado mayor estadounidense lanzó pedidos de ataques inmediatos mediante el uso de armas nucleares contra las bases militares en Manchuria, para prevenir la entrada de nuevas tropas chinas al conflicto o para evitar nuevos bombardeos que pudieran provenir de esas bases. El mismo día, el presidente Truman aprobó la transferencia de nueve cápsulas nucleares Mark IV hacia el noveno grupo bombardero de la fuerza aérea (el transportista designado de estas armas), después de firmar una orden en contra de "objetivos chinos y coreanos". Dos años de continuos combates terminaron en un punto muerto que duró mientras las negociaciones se prolongaron hasta la firma del Acuerdo de Armisticio de Corea] el 27 de julio de 1953. Desde entonces, la división de Corea ha tenido un papel importante en las relaciones chino-estadounidenses. La entrada de los chinos a la guerra de Corea causó un cambio en la política estadounidense en cuanto al apoyo brindado al gobierno nacionalista de Chiang Kai-Shek en Taiwán para la protección completa de esta de la República Popular China.

### La guerra de Vietnam
La participación de la RPC en la guerra de Vietnam comenzó en 1949, cuando China continental fue re unificada bajo el régimen comunista. Mientras tanto, el Partido Comunista de China proporcionó apoyo material y técnico hacia los comunistas vietnamitas. Durante el verano de 1962, Mao Zedong acordó suministrar a Hanói 90,000 rifles y armas de fuego de manera gratuita. Después del lanzamiento de la misión estadounidense Rolling Thunder, China envió unidades antiaéreas y batallones de ingeniería a Vietnam del Norte con el fin de reparar los daños causados por los bombardeos estadounidenses, reconstruir carreteras y ferrocarriles, y llevar a cabo otros trabajos de ingeniería, liberando a las unidades del ejército de Vietnam del norte para combatir en el sur. Entre 1965 y 1970, más de 320,000 soldados chinos se enfrentaron con los estadounidenses al lado del ejército de Vietnam del Norte, alcanzando un pico en su participación en 1967, cuando 170,000 soldados sirvieron en combate. China perdió durante la guerra de Vietnam a 1,446 soldados, mientras que los EE. UU. perdieron 58,159 unidades en los combates contra el Vietcong, el ejército de Vietnam del norte y sus fuerzas aliadas, incluidos los chinos.

### El estancamiento de las relaciones
Estados Unidos continuó realizando esfuerzos para evitar que la RPC ocupara el lugar de China en la ONU y alentando a sus aliados de evitar relacionarse con esta. También, impuso un embargo sobre el comercio con la RPC, y alentaba a los aliados a seguir éste también. Por otra parte, la RPC comenzó el desarrollo de armas nucleares en 1964, y como lo revelaron varios documentos desclasificados más tarde, el presidente Lyndon B. Johnson consideró ataques preventivos para frenar el programa nuclear asiático, aunque finalmente se decidió que la medida llevaba consigo demasiado riesgo, por lo que fue abandonada. A pesar de la falta de reconocimiento oficial, los Estados Unidos y la república popular de China realizaron 136 reuniones al nivel de los embajadores a partir de 1954 y hasta 1970, primero en Ginebra y más tarde en Varsovia.
A partir de 1967, la Comisión de solución de reclamaciones extranjeras estableció un programa de Alegaciones en China, en la que los ciudadanos estadounidenses podrían denominar la suma total de sus activos y propiedades perdidas en 1950. Dentro de los objetivos del programa se encontraban: "(1) las pérdidas resultantes de la nacionalización, expropiación, intervención, toma de posesión, u otras medidas especiales dirigidas en contra de, propiedades o ciudadanos de los Estados Unidos, y (2) discapacidad o muerte, resultante de las acciones tomadas por o bajo la autoridad del régimen comunista chino". Cualquier ciudadano americano que haya perdido alguna propiedad en China después de la Declaración de la República Popular de China, promulgada el 1 de octubre de 1920 tenía el derecho de presentar un reclamo ante la comisión. Entre los reclamantes se incluían a la Junta Médica de China en Nueva York, la cual operaba el Peking Union Medical College, Esso Standard (el predecesor de ExxonMobil), la cual era propietaria de la Compañía eléctrica de Shanghái y American Exprés, y que escapó de China en septiembre de 1949 en medio de la guerra civil y la inflación. En represalia por las cuentas pendientes con los ciudadanos chinos, la República Popular China se negó a conceder un visado de salida a un empleado de American Exprés, quien se quedó en China durante cinco años más. Debido a la expropiación de sus activos, las compañías estadounidenses permanecerían dudosos en cuanto a la inversión en China, a pesar de las garantías de Deng Xiaoping sobre un ambiente estable de negocios.

### El acercamiento
El final de la década de 1960 trajo un período de transformación; para China, cuando el presidente Johnson decidió calmar la tensión de la guerra de Vietnam en 1968 al dar la impresión de que los EE. UU. no tenían ningún interés de seguir su expansión en Asia, mientras que la URSS se convirtió en una amenaza mayor, después de intervenir en Checoslovaquia para desplazar un gobierno comunista, dando la impresión de la posibilidad de intervención en China también.
Después del Conflicto fronterizo sino-soviético 1969, la RPC se aisló diplomáticamente y el gobierno llegó a creer que una mejora en las relaciones con los EE. UU. sería un contrapeso contra la creciente amenaza soviética. Zhou Enlai, el ministro de relaciones exteriores de China, estuvo al frente de estos esfuerzos, siendo apoyado por Mao Zedong. Mientras, en EE. UU. muchos vieron al "espectro" de la China comunista detrás de los movimientos comunistas en Vietnam, Camboya y Laos, pero un número creciente de simpatizantes llegó a la conclusión de que si la RPC se alineara con los EE. UU. significaría una mayor distribución del poder global en contra de los soviéticos. El mercado de China continental de casi mil millones de consumidores hizo un llamado a las empresas estadounidenses.
Como mencionó el presidente Richard Nixon en su investidura inaugural, los Estados Unidos estaban entrando a una era de negociación después de una era de confrontación. Nixon tenía la reputación de ser un fuerte anticomunista, pero tenía una visión de ir más allá de la contención y la distensión de las relaciones amistosas. El presidente creía que era necesario el forjar una relación con China, a pesar de la existencia de enormes diferencias entre los dos países. Varias preocupaciones políticas internas también tuvieron relevancia en el pensamiento de Nixon, dado el impulso que le podría dar el tener una relación exitosa con la RPC durante las elecciones presidenciales estadounidenses en 1972.
En 1969, los Estados Unidos iniciaron medidas para flexibilizar las restricciones comerciales y otros impedimentos para el contacto bilateral, a las cuales respondió China. Sin embargo, este proceso de acercamiento se estancó por la guerra de Vietnam en la que China apoyaba a los enemigos de los EE. UU. No obstante, un inesperado encuentro de ping pong sino-estadounidense en 1971 abrió el camino para las pláticas y negociaciones. En abril de 1971, los atletas se convirtieron en los primeros estadounidenses en visitar China desde la toma de poder comunista. En julio de ese mismo año, Henry Kissinger fingió una enfermedad durante un viaje a Pakistán y no apareció en público durante un día. Realmente, él se encontraba en una misión secreta en Pekín para abrir las relaciones con el gobierno de la República Popular China. El 15 de julio de 1971, el presidente Richard Nixon reveló esta misión al mundo y anunció que había aceptado una invitación para visitar la República Popular China.
Éste anuncio causó una conmoción inmediata en todo el mundo. En los Estados Unidos, muchos de los anticomunistas extremistas denunciaron esta decisión, pero la opinión pública apoyo esta decisión y Nixon vio el apoyo en los resultados de las encuestas, lo cual había estado esperando. Dentro de la RPC también existió la oposición por parte de los simpatizantes izquierdistas. Esta oposición fue presuntamente dirigida por Lin Biao, jefe del ejército, quien murió en un misterioso accidente aéreo sobre Mongolia al intentar desertar hacia la Unión Soviética. Su muerte silenció a la gran mayoría de la disidencia acerca de la visita.
En el contexto internacional, las reacciones fueron variadas. Los soviéticos estaban preocupados de que sus dos mayores enemigos hayan resuelto sus diferencias, y que la nueva alineación que tendría el mundo contribuirían de manera importante a la política de Détente. Los aliados europeos de Estados Unidos y Canadá se mostraron satisfechos por la iniciativa, especialmente porque varios de ellos ya habían reconocido al gobierno de la RPC. En Asia, la reacción fue mucho más variada; a Japón le molestó que no había sido informado del anuncio sino hasta quince minutos antes de haberse hecho, y temía que los estadounidenses los estaban abandonando para estar a favor de la RPC. Poco tiempo después, Japón también reconoció a la RPC y se comprometió al comercio sustancial con la potencia continental. Corea del Sur y Vietnam del sur estaban preocupados que la paz entre los Estados Unidos y la República Popular China podría significar el final del apoyo estadounidense hacia ellos en contra de sus enemigos comunistas. Durante todo el período de acercamiento, ambos países tenían que asegurarse constantemente de que no serían abandonados.

#### Visita de Richard Nixon a la RPC en 1972

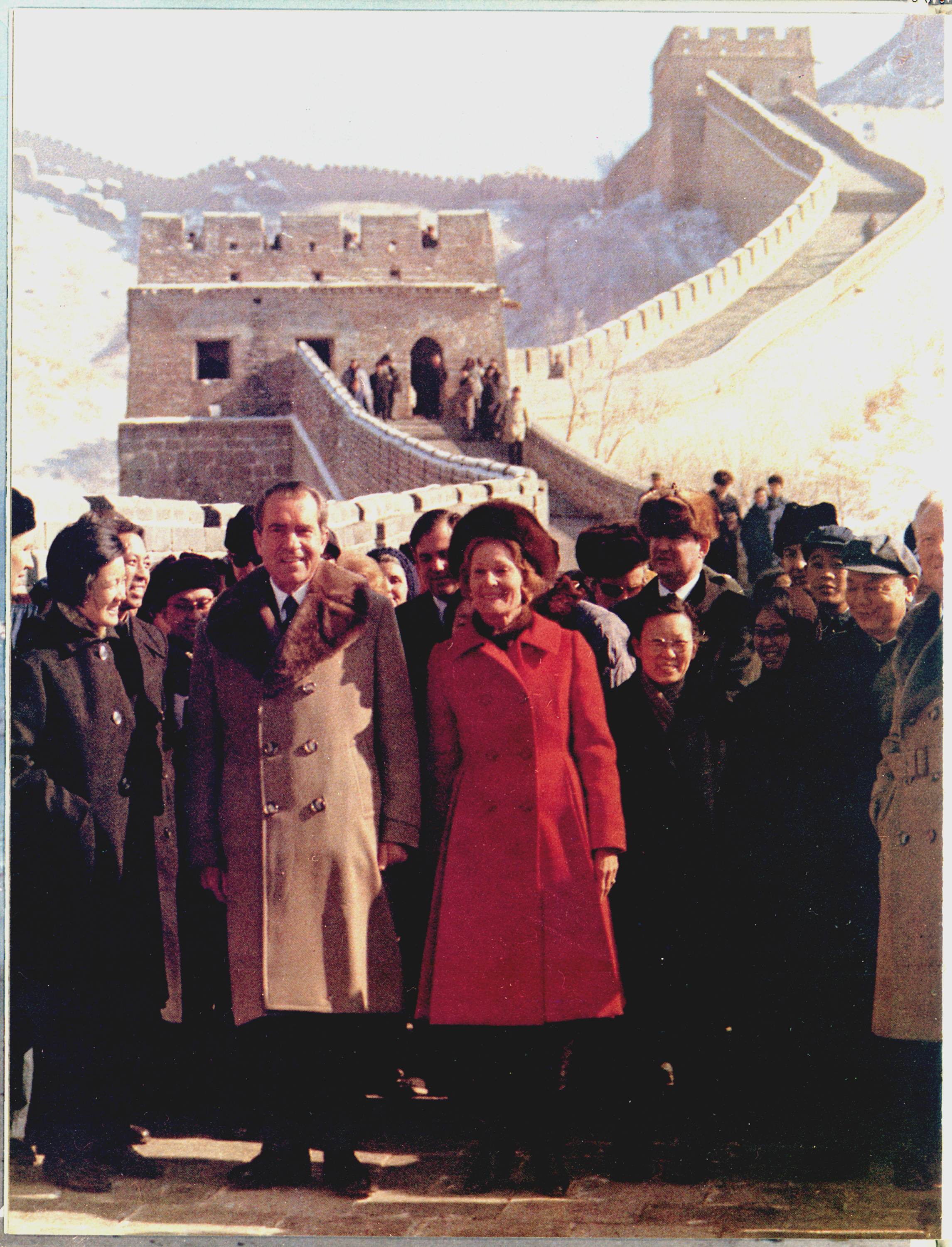
El presidente Nixon y la primera dama Pat Nixon caminan con la delegación americana y sus anfitriones chinos sobre la Gran Muralla China.

Del 21 al 28 de febrero de 1972, Richard Nixon viajó a Pekín, Hangzhou y Shanghái. Tan pronto el presidente estadounidense llegó a la capital china fue convocado a un encuentro con Mao Zedong, quien, sin conocimiento de los estadounidenses, había estado enfermo nueve días antes pero se sentía lo bastante fuerte para reunirse con Nixon. El secretario de Estado estadounidense William P. Rogers fue excluido de este encuentro a petición de los delegados chinos y el único estadounidense presente, además de Nixon, fue el consejero de Seguridad Nacional (y después, embajador de Estados Unidos en China) Winston Lord. Para evitar dejar en vergüenza a Rogers, Lord fue recortado de las fotografías oficiales del encuentro; aunque Nixon estuvo una semana en China, esa fue la única ocasión en la que se reunió con Mao. Acerca de la reunión, las primeras palabras de Mao a Nixon fueron: "Nuestro viejo amigo, el generalísimo Chiang Kai-shek, no aprueba esto".
Estados Unidos aceptó oficialmente el postulado de Una sola China que el gobierno de Pekín ya había formulado para fundamentar sus reivindicaciones de soberanía a ambos lados del estrecho de Taiwán. Nixon y el gobierno de Estados Unidos reafirmaron sus intereses en una solución pacífica al problema de Taiwán, que pudiera ser acordada también por los propios chinos. Esta declaración habilitaba al gobierno de EE. UU. y la RPC para omitir de modo temporal "la cuestión crucial que obstruye la normalización de las relaciones" refiriéndose al estatus político de Taiwán y la apertura comercial entre ambos países. 
Sin embargo, Estados Unidos siguió manteniendo relaciones diplomáticas con el gobierno de la República de China en Taiwán hasta 1979 cuando los EE. UU. dejaron de reconocer a la República de China y establecieron relaciones diplomáticas plenas con la RPC, aunque manteniendo una ambigüedad política al respecto en tanto fuertes vínculos militares y económicos entre EE. UU. y Taiwán subsisten hasta la actualidad. En la URSS la visita fue recibida con aprensión por la prensa soviética y se repitieron las acusaciones de "falta de realismo" que el régimen soviético achacaba a China desde la ruptura de 1960.
Después de la visita de Nixón, él habló acerca de lo que la visita de 1972 significaba para ambos países en el futuro:
"Ésta fue una semana que cambió el mundo, tal como hemos dicho en el comunicado, no es tan importante como lo que haremos en los próximos años para construir un puente sobre 16.000 millas y 22 años de hostilidades que nos han dividido en el pasado. Y lo que hemos dicho hoy es que debemos construir ese puente".

### Oficina de enlace, 1973–1978

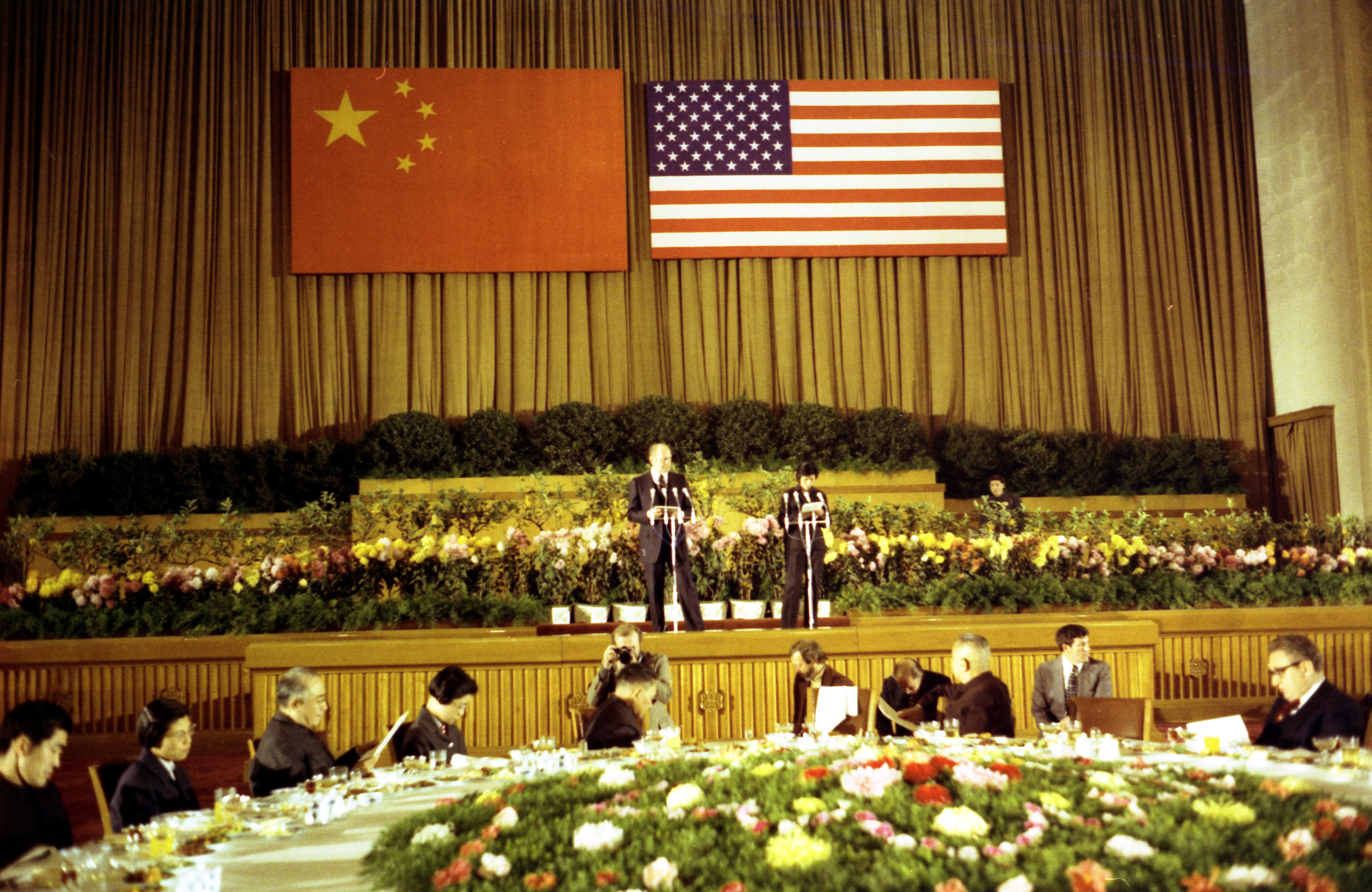
El presidente Gerald Ford realiza varias declaraciones en una cena recíproca en Pekín el 4 de diciembre de 1975.

En mayo de 1973, en un esfuerzo por construir relaciones diplomáticas formales, los EE. UU. y la RPC establecieron la Oficina de enlace de Estados Unidos (USLO) en Pekín y una oficina homóloga en Washington D. C.. En los años entre 1973 y 1978, personajes distinguidos como David K. E. Bruce, George H. W. Bush, Thomas S. Gates, yLeonard Woodcock fungieron como jefes de la USLO con el rango de "embajador".
El presidente Gerald Ford visitó la RPC en 1975 y reafirmó el interés estadounidense en la relajación de las relaciones con Pekín. Poco después de asumir su cargo en 1977, el presidente Jimmy Carter volvió a reafirmar los objetivos del Comunicado de Shanghái. El Consejero de Seguridad Nacional de Carter Zbigniew Brzezinski y el alto funcionario del consejo de seguridad nacional Michel Oksenberg animaron a Carter hacia la búsqueda de relaciones comerciales y diplomáticas con China. Brzezinski y Oksenberg viajaron hacia Pekín a principios de 1978 para trabajar con Leonard Woodcock, entonces jefe de la oficina de enlace, para sentar las bases para realizar esta iniciativa. Los Estados Unidos y la República Popular China anunciaron el 15 de diciembre de 1978 que los dos gobiernos establecerían relaciones diplomáticas el 1 de enero de 1979.

### La normalización hacia Pekín
Después del anuncio acerca de la creación de relaciones con la RPC el 15 de diciembre de 1978, el presidente de la República de China, Chiang Ching-kuo condenó inmediatamente esta acción por parte de los EE. UU. Esto se vio seguido por varias protestas en ambos países (Estados Unidos y la ROC); sin embargo, el presidente Carter siguió intensificando las relaciones con la República Popular China.
En el comunicado conjunto sobre el establecimiento de relaciones diplomáticas, publicado el 1 de enero de 1979, el reconocimiento diplomático estadounidense fue transferido de Taipéi hacia Pekín. También, EE. UU. reiteró el reconocimiento del comunicado de Shanghái, donde se defiende la postura china acerca de la existencia de un solo gran país llamado "China", del cual Taiwán forma parte; por otra parte, Pekín también reconoció la intención del pueblo estadounidense por continuar realizando contactos y estableciendo relaciones comerciales, culturales y extraoficiales con Taiwán. La ley de relaciones con Taiwán(text) facilitó los cambios en la legislación nacional estadounidense para promover el crecimiento de las relaciones internacionales entre los EE. UU. y Taiwán.
La visita del vice primer ministro Deng Xiaoping a Washington D. C. en enero de 1979 marcó el inicio de una serie de importantes cambios en las relaciones de ambos países, las cuales duraron hasta 1989. Este evento dio lugar a varios acuerdos bilaterales, especialmente en los ámbitos de intercambio tecnológico, científico y cultural, así también como en las relaciones comerciales. Desde principios de 1979, los Estados Unidos y la República Popular China ya habían iniciado varios proyectos conjuntos de investigación, bajo el marco del acuerdo de cooperación científica y tecnológica, el programa bilateral más grande en ese entonces.
El 1 de marzo de 1979, los Estados Unidos y la RPC establecieron formalmente las embajadas de ambos países en Pekín y en Washington D. C. En ese mismo año, las cuentas privadas anteriormente pendientes fueron resueltas y el acuerdo de comercio bilateral fue completado. El vicepresidente Walter Mondale correspondió la visita del vice primer ministro Deng Xiaoping con un viaje a China en agosto de 1979, suceso que dio lugar a la realización de varios acuerdos en septiembre de 1980, sobre enlaces de aviación civil, asuntos marítimos y asuntos textiles, así también como la realización de una convención consular entre ambos países.

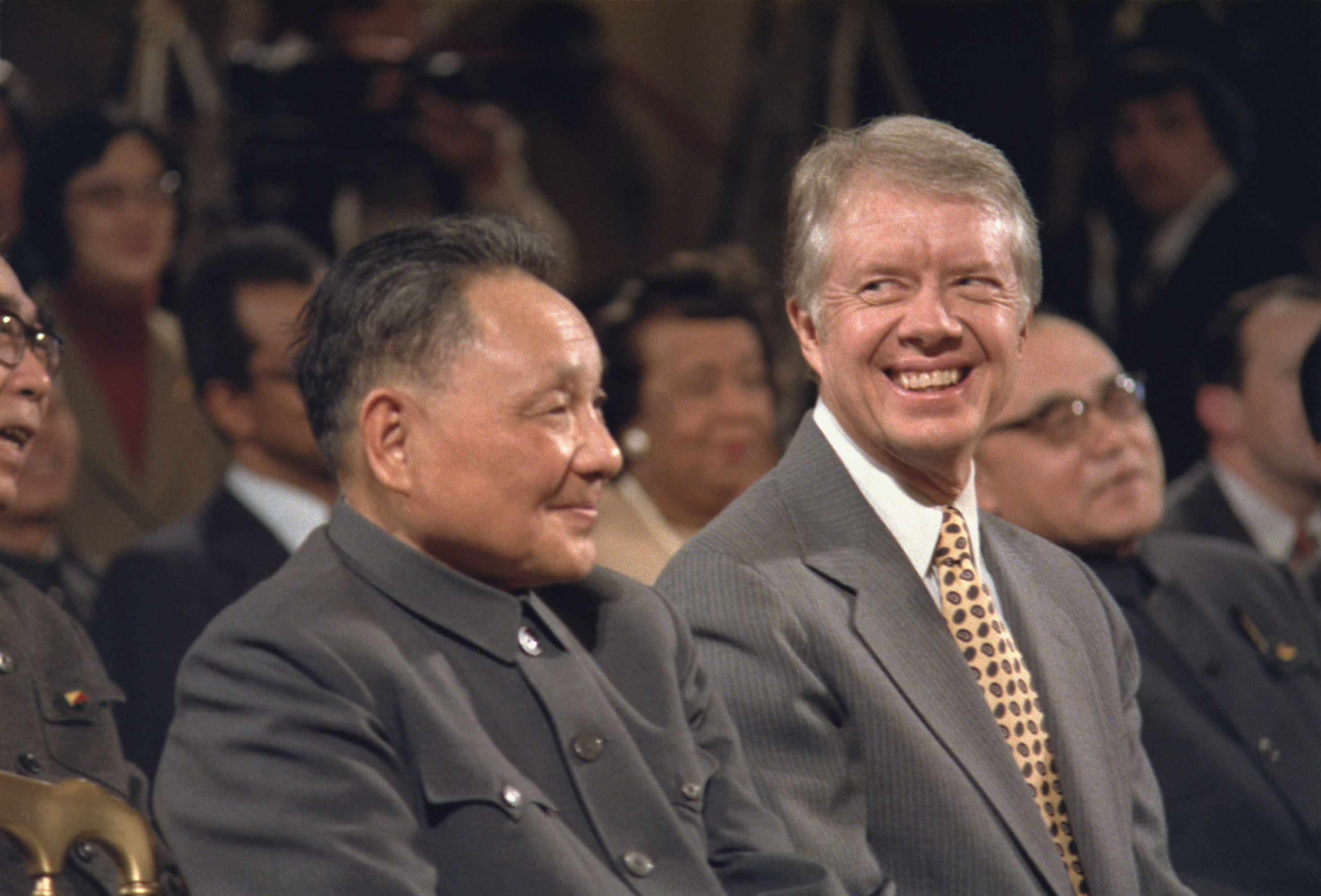
Deng Xiaoping con el presidente Jimmy Carter.

Como consecuencia de los contactos de alto nivel y nivel de trabajo iniciados en 1980, la ciudad de Nueva York y la ciudad de Pekín se volvieron ciudades hermanas; además, los constantes diálogos entre EE. UU. y la República Popular China amplió los temas de interés bilateral, entre los que se incluían los problemas estratégicos mundiales y regionales, las cuestiones político-militares, el control de armamentos, la ONU y otras organizaciones multilaterales, y asuntos internacionales referentes a narcóticos.
La creciente relación entre ambos países se vio amenazada en 1981 por las objeciones de la RPC en relación con la venta de armas estadounidenses hacia Taiwán. El secretario de estado Alexander Haig visitó China en junio de 1981, en un esfuerzo para resolver las preocupaciones de China acerca de las relaciones extraoficiales con Taiwán; también el vicepresidente Bush visitó la RPC en mayo de 1982. Ocho meses de constantes negociaciones entre ambos países produjeron el comunicado conjunto E.U-China el 17 de agosto de 1982; en éste tercer comunciado, los E.U declaraban su intención de reducir gradualmente el nivel de las ventas de armas hacia la República de China, y la República Popular China describe en éste su esfuerzo en la búsqueda de una resolución pacífica al conflicto sostenido con Taiwán.
Los intercambios de alto nivel continuaron siendo un medio importante para el desarrollo de las relaciones entre E.U y la RPC durante la década de 1980. El presidente Ronald Reagan y el primer ministro Zhao Ziyang realizaron varias visitas a ambos países en 1984. Más tarde, en julio de 1985, el presidente Li Xiannian viajó hacia los Estados Unidos, en la primera visita de un jefe de Estado chino hacia el país americano. Tres meses más tarde, en octubre de 1985, el vicepresidente Bush visitó la República Popular China y abrió el consulado general estadounidense en Chengdu, la cuarta oficina consular estadounidense dentro de la RPC. Entre 1985 y 1989, ocurrieron varios cambios de los oficiales de éste gabinete, concluidas con una visita del presidente Bush a Pekín en febrero de 1989.
En el período antes de la represión de 1989, un número creciente de actividades de intercambio cultural facilitó a la gente de ambos países un mayor acercamiento a la cultura de cada uno de ellos, así como de sus logros artísticos y avances en el ámbito educativo. Numerosas delegaciones oficiales y profesionales chinas visitaban los E.U constantemente, y varios de éstos intercambios y acercamientos continuaron incluso después de la represión de las protestas de Tian'anmen.

### Desde Tian'anmen hasta el 11 de septiembre de 2001

Bill Clinton y Jiang Zemin celebrando una conferencia de prensa conjunta en la Casa Blanca, 29 de octubre de 1997.

A raíz de la represión violenta de los manifestantes en junio de 1989, los Estados Unidos y otros gobiernos publicaron una serie de medidas con el fin de expresar su desacuerdo y condenar las violaciones a los derechos humanos ocurridas en la República Popular China en ese año. Los Estados Unidos suspendieron los intercambios de alto nivel, así también como el comercio de armas hacia la RPC; también impuso una serie de sanciones económicas hacia el país asiático. En el verano de 1990, durante la cumbre del G7 en Houston, las naciones occidentales hicieron un llamado a la realización de reformas políticas y económicas para ser aplicadas en China continental, en materia de Derechos Humanos.
Tian'anmen significó una ruptura en la relación comercial E.U-RPC y el interés de los inversionistas estadounidenses en China disminuyó de manera drástica. El gobierno estadounidense respondió a la represión política al suspender ciertos programas de inversión y comercio el 5 y 20 de junio de 1989. Varias sanciones fueron legisladas mientras otras fueron acciones ejecutivas. Algunos ejemplos de estas son:
- La agencia de comercio y desarrollo (USTDA): nuevas actividades en China continental fueron suspendidas desde junio de 1989 hasta enero de 2001, cuando el presidente Bill Clinton levantó la suspensión.
- Corporación Privada de aseguramiento en ultramar (OPIC): el sostener nuevas actividades ha sido suspendido desde junio de 1989.
- Préstamos del Banco de Desarrollo/Fondo Monetario Internacional (FMI): los Estados Unidos no aprueba el préstamo por parte del FMI hacia la República Popular China, salvo en proyectos que involucren las necesidades humanas básicas.
- Exportaciones de la lista estadounidense de municiones: dadas ciertas excepciones, no se pueden expedir certificados para la exportación de cualquier artículo de defensa incluido en la lista de municiones de E.U. Esta restricción puede ser suspendida mientras lo determine el interés presidencial nacional.
- Importaciones de armas: la importación de artículos de defensa de la República Popular China fue prohibida después de la prohibición sobre la exportación de armas. Esta prohibición fue más tarde suspendida por el gobierno y volvió a entrar en vigor el 26 de mayo de 1994. Esta medida cubre a todos los objetos listados por la agencia de alcohol, tabaco, armas de fuego y explosivos y en la lista de municiones de E.U. Durante este período de tensión, J. Stapleton Roy, un oficial del servicio exterior de E.U fungió como embajador en Pekín.[45]

En 1996, la República Popular China llevó a cabo varios ejercicios militares en el estrecho de Taiwán en un esfuerzo aparente de intimidar al electorado de la República de China antes de las
elecciones presidenciales pendientes, desencadenando la Tercera Crisis del Estrecho de Taiwán. Los Estados Unidos enviaron dos grupos portaaviones de batalla hacia la región. Más tarde, las tensiones en el estrecho de Taiwán disminuyeron y las relaciones entre los Estados Unidos y la República Popular China, trayendo consigo un aumento en el nivel de los intercambios de alto nivel, varios problemas bilaterales (incluidos los derechos humanos) y el intercambio comercial.
El presidente Jiang Zemin visitó a los Estados Unidos en otoño de 1997, en lo que sería la primera visita de un oficial de estado chino a los Estados Unidos desde 1985. En adición a esta visita, ambos lados llegaron a un consenso sobre la aplicación del acuerdo de cooperación nuclear pacífica de 1985, así como una serie de dificultades más. El presidente Clinton visitó la RPC en junio de 1998; viajó extensamente por China continental y mantuvo una interacción directa con el pueblo chino, incluyendo varios discursos y conferencias, así como varias participaciones en un programa de radio, el cual le facilitó al presidente el transmitir los ideales y valores estadounidenses dentro del país asiático. Sin embargo, el presidente Clinton fue criticado por no prestar la debida atención a las violaciones de derechos humanos que ocurrían en ese entonces dentro de China continental.
Las relaciones entre los E.U y la República Popular China fueron severamente tensas después del Bombardeo de la OTAN a la embajada china en Belgrado en mayo de 1999, el cual, aunque fue atribuido a un error de inteligencia, fue juzgado por algunos chinos de ser deliberado. A finales de 1999, las relaciones comenzaron a mejorar poco a poco; en octubre, ambas partes llegaron a un acuerdo sobre los pagos de asistencia humanitaria para las familias de aquellos que hayan resultado heridos o muertos en los atentados, así como los pagos por daños a propiedades diplomáticas en Belgrado y China.
En abril de 2001, un avión de combate J-8 chocó con un
avión de reconocimiento estadounidense (EP-3), el cual volaba hacia el sur de la República Popular China (incidente conocido como el incidente de la isla de Hainan). El EP-3 fue capaz de realizar un aterrizaje de emergencia en la isla china de Hainan a pesar de los grandes daños que sufrió; por otra parte, el avión chino se estrelló, con la muerte del piloto Wang Wei. Se creyó que el avión de reconocimiento estadounidense estaba llevando a cabo una misión de espionaje antes de la colisión. Tras extensas negociaciones, las cuales llevaron a la "Carta de las dos disculpas", la tripulación del EP-3 fue liberada y se le permitió salir de la República Popular China 11 días después. Sin embargo, a la aeronave estadounidense no se le permitió ser retirada de suelo chino durante tres meses más; después de ese período, la relación entre ambos países continuó mejorando.

### La administración de Bush

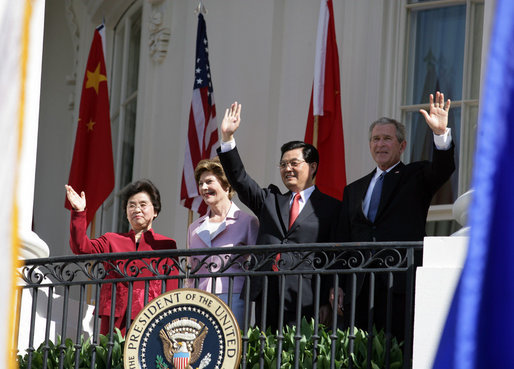
Los presidentes George W. Bush, y Hu Jintao con las primeras damas Laura Bush, y Liu Yongqing, saludando desde la Casa Blanca en abril de 2006.

Las relaciones sino-estadounidenses cambiaron radicalmente después de los Atentados del 11 de septiembre de 2001. Dos ciudadanos de la República Popular China murieron en los ataques, y varias empresas y ciudadanos de la China continental enviaron sus expresiones de condolencia a sus contra partes estadounidenses. La República Popular China ofreció un fuerte apoyo público en la guerra contra el terrorismo, además de haber votado a favor de la resolución 1373, mostrar su apoyo a la campaña de coalición en Afganistán y haber contribuido con $150 millones de dólares para la reconstrucción de Afganistán tras la derrota de los talibanes. Poco después del 9/11, los E.U y la República Popular China también iniciaron el diálogo para tomar medidas contra las acciones terroristas. La tercera ronda de éstos diálogos se llevaron a cabo en Pekín en febrero de 2003.
En los Estados Unidos, los ataques terroristas cambiaron en gran medida el rumbo de la administración. Por ejemplo, ya no era plausible el argumento, a manera que el equipo azul había anteriormente afirmado, que la República Popular China era la amenaza de seguridad más grande de los E.U y que la necesidad de enfocarse en el oriente medio y la guerra contra el terrorismo hicieron de la evasión de distracciones en el este de Asia una prioridad para el gobierno americano.
Existía el temor inicial entre el gobierno de la República Popular China de que la guerra contra el terrorismo podría conducir a un esfuerzo estadounidense contra los chinos, especialmente porque los Estados Unidos comenzaron a establecer bases en países de Asia Central, como Uzbekistán y Tayikistán. Debido a las dificultades en la campaña estadounidense contra Irak, esos temores desaparecieron en gran medida más tarde. La aplicación del poder estadounidense en Irak y los esfuerzos continuos de Estados Unidos para buscar la cooperación con la República Popular China redujeron significativamente el antiamericanismo que surgió a mediados de la década de 1990.
La República Popular China y los E.U también han trabajado estrechamente en cuestiones regionales, incluyendo aquellas relativas a Corea del Norte y su programa nuclear. También, la RPC ha extenuado su oposición a la decisión de Corea del Norte de retirarse del Tratado de No Proliferación Nuclear, sus preocupaciones sobre sus capacidades nucleares, y sobre su deseo de una península coreana libre de amenazas nucleares. China también voto a favor de señalar el incumplimiento de Corea del Norte de sus obligaciones con el Organismo Internacional de Energía Atómica.
Taiwán sigue siendo un tema sensible, aunque se ha mantenido bajo control. La política de Estados Unidos hacia Taiwán ha ido haciendo hincapié en la política de los cuatro noes y un si. EN ocasiones los Estados Unidos han reprendido al presidente chino Chen Shui-bian por sus provocativa retórica independentista. Sin embargo, en 2005, la República Popular China aprobó una ley anti-secesión que afirmaba que la RPC estaría dispuesta a recurrir a "medios no pacíficos" en caso de que Taiwán declarase su independencia. Muchos críticos de la RPC, como el equipo azul han argumentado que la RPC ha estado tratando de sacar provecho de la guerra entre Estados Unidos e Irak para hacer valer sus pretensiones sobre el territorio chino. En 2008, los votantes de Taiwán eligieron a Ma Ying-jeou. Ma, representante del Kuomintang, realizó una campaña sobre una plataforma que incluye un acercamiento con China continental. Su elección tiene ciertas consecuencias importantes referentes al futuro de la relación entre Taiwán y China continental.
El presidente chino Hu Jintao visitó los Estados Unidos en abril de 2006. Clark Randt, el embajador estadounidense en China de 2001 a 2008 examinó el "estado de la relación Estados Unidos-China" en una conferencia de 2008, en el USC E.U-China.

### La administración de Obama

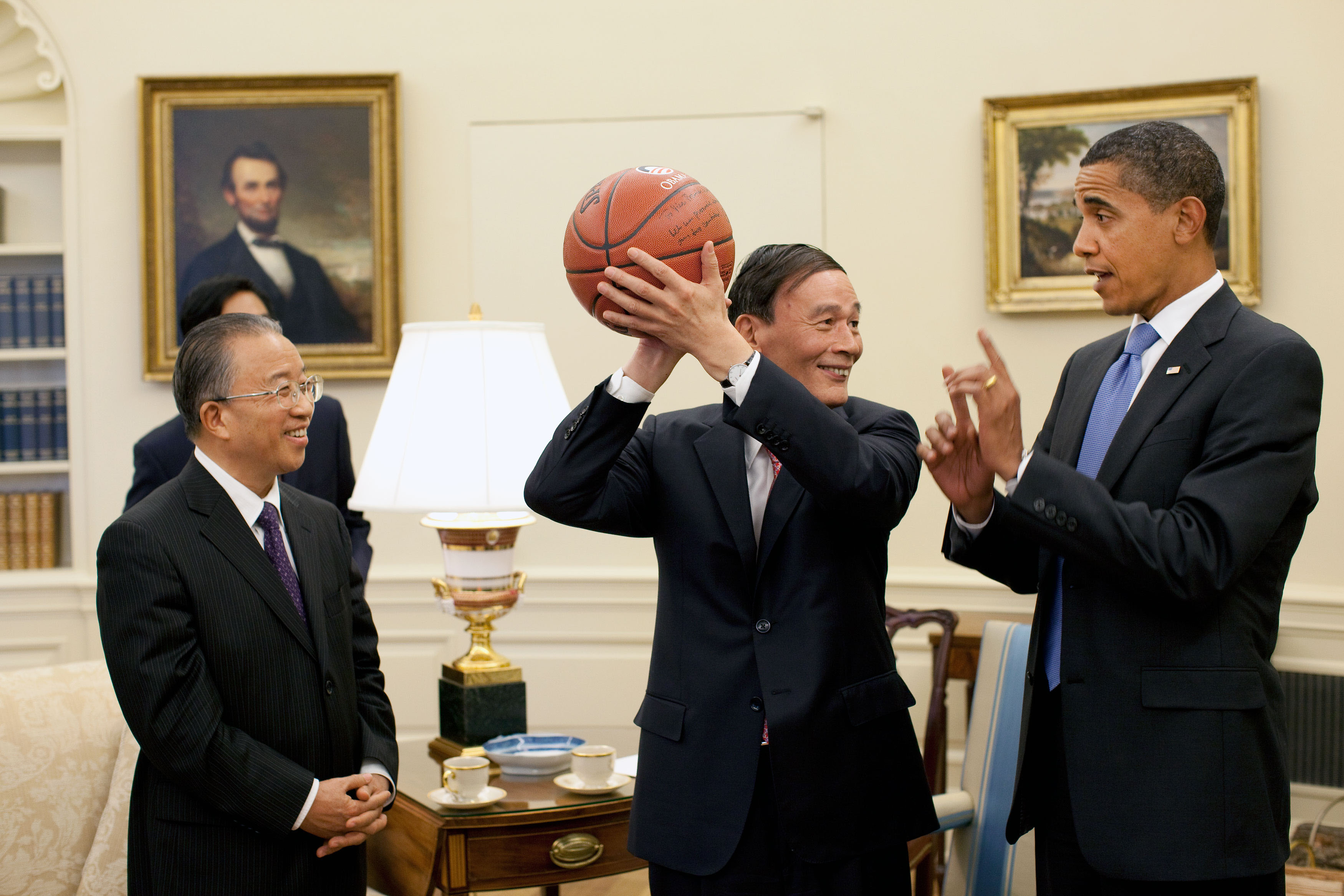
El vicepresidente chino Wang Qishan, al centro, sostiene un balón de baloncesto, el cual fue un regalo del presidente estadounidense Barack Obama después de su reunión el despacho oval el martes 28 de julio de 2009, con el fin de discutir los resultados del primer diálogo estratégico. A la izquierda se encuentra el consejero de estado chino Dai Bingguo.

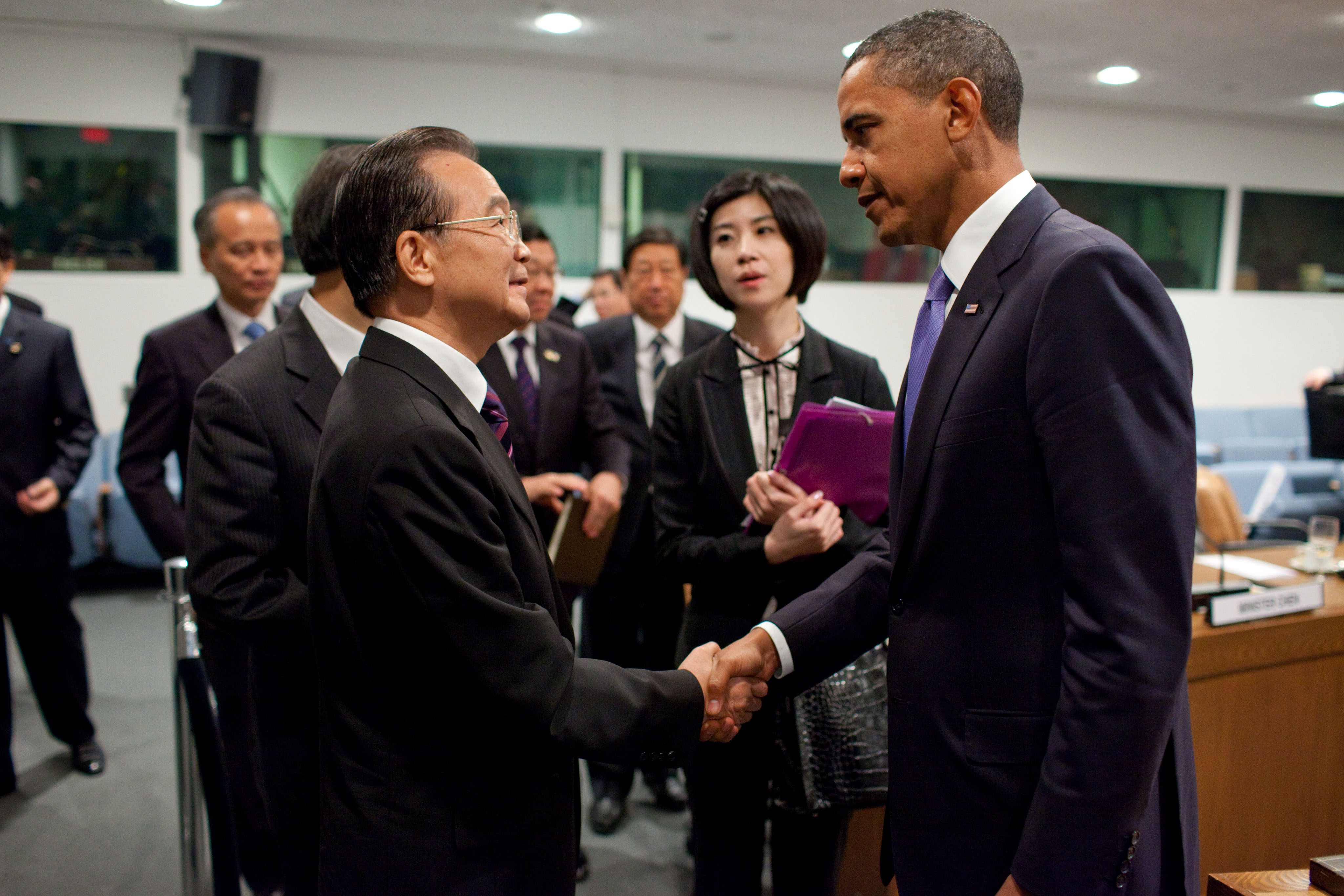
Obama se reúne con Wen Jiabao y miembros de la delegación china después de una reunión bilateral en la ciudad de Nueva York.

Las Elecciones presidenciales de Estados Unidos de 2008 se centraron en problemas ligados con la guerra y la recesión económica, pero los candidatos Barack Obama y John McCain también discutieron de manera extensa las políticas estadounidenses sobre China. Ambos estuvieron de acuerdo con que la cooperación entre ambos países significa un asunto importante, pero tuvieron puntos de vista diferente en cuanto a las políticas del comercio. Obama expresó la preocupación de que el valor de la moneda china, el cual estaba siendo establecido bajo deliberadamente, significaba un beneficio desigual a favor de los exportadores chinos. McCain expresó que el libre comercio estaba teniendo un efecto crucial y transformador en la economía China; aunque también señaló que aunque China puede tener intereses compartidos con los Estados Unidos, no comparten los valores americanos de manera completa.
La presidencia de Barack Obama ha fomentado las esperanzas sobre un incremento en la cooperación y los lazos entre ambas naciones. El 8 de noviembre de 2008 Hu Jintao y Barack Obama compartieron una conversación telefónica, en la cual el presidente chino felicitaba a Obama por su victoria en las elecciones. Durante esa conversación, ambas partes estuvieron de acuerdo en que el fortalecimiento de las relaciones entre Estados Unidos y China no solo significaba un interés compartido, sino también un interés de carácter mundial.
Otras organizaciones dentro de China también tuvieron reacciones positivas ante la elección de Barack Obama, y más particularmente con su compromiso en la revisión de la política americana de cambio climático. [Greenpeace]] publicó un artículo detallando como la victoria de Obama significaría un cambio positivo sobre la inversión en el sector ambiental, a manera de respuesta contra la crisis financiera al momento de su toma de protesta. Varias organizaciones, incluyendo al departamento de energía y al departamento de comercio, organizaciones no gubernamentales (tales como el consejo de relaciones exteriores y la Institución Brookings) y varias universidades han trabajado con sus homólogos en China con el fin de discutir nuevas maneras de responder al cambio climático. Ambos gobiernos han respondido a la crisis económica con estímulos de inversión masiva (programas de estímulo económico interno). Sin embargo, el gobierno chino ha expresado que el componente "Compra americano" del plan de recuperación económica de E.U realiza una discriminación hacia los productores extranjeros, incluyendo a China.
Al ser dos de los países más influyentes y poderosos del mundo, ha habido fuertes sugerencias dentro del gobierno americano de la creación del G-2 o Chimérica, una relación entre ambos países que buscaría la solución conjunta de varios problemas globales actuales.
El diálogo económico y estratégico, iniciado por el entonces presidente Bush y el presidente Hu, lideradas por el secretario del tesoroHenry Paulson y la vicepresidenta china Wu Yi en 2006 se ha visto reforzada por la Administración de Obama.
Actualmente, el diálogo económico y estratégico es dirigido por la secretaria de estadoHillary Clinton y por el secretario del tesoro Timothy Geithner por parte de los Estados Unidos; por parte de China, el diálogo es dirigido por el vicepresidente Wang Qishan y por el canciller de estado chino Dai Bingguo. El propósito de las primeras reuniones llevadas a cabo en julio de 2009 fue la crisis económica, así como la búsqueda de maneras para cooperar para frenar el calentamiento global; además se abordaron otros temas como la proliferación con armas nucleares y las crisis humanitarias.
El presidente estadounidense visitó china del 15 al 18 de noviembre de 2009 para discutir asuntos económicos, las preocupaciones sobre la proliferación con armas nucleares, y las necesidades de acciones contra el cambio climático. El instituto E.U-China realizó un resumen sobre los comentarios de la prensa acerca de esta visita y sobre visitas presidenciales pasadas.
En enero de 2010, los Estados Unidos propusieron una venta de $6.4 billones de dólares en armas hacia la República de China. En respuesta a este hecho, la República Popular China amenazó con imponer sanciones hacia las compañías americanas que abastecieran a Taiwán con armamento y con suspender la cooperación en la solución de ciertos problemas regionales e internacionales.
El 19 de febrero de 2010, el presidente Obama se reunió con el dalái lama, después de las acusaciones de China hacia Estados Unidos por "alterar la calma en el Tíbet". Después de la reunión, China convocó al embajador estadounidense Jon Huntsman,
pero la revista Time describió la reacción china como"silenciosa", suponiendo que pudo haber sido porque "la reunión se dio durante el año nuevo chino... cuando la mayoría de los oficiales se encuentran en descanso". Varios activistas criticaron a Obama por el perfil relativamente bajo de su visita.
En 2012, China criticó la nueva estrategia de defensa de Obama, la cual estaba vista como un intento por aislar a China en la región de Asia oriental, por haber asumido una postura provocadora y amenazante en el pacífico, fortaleciendo la estrategia de contención estadounidense. Obama planea incrementar la presencia militar estadounidense en el área, con una rotación de fuerzas conjunta con los países aliados.
En marzo de 2012, China comenzó a reducir repentinamente las compras de petróleo que hacia de Irán; además, las señales de la sensibilidad en problemas de seguridad con Siria y Corea del Norte mostraron cierta coordinación con los objetivos de la administración de Obama.
Un grupo de piratas informáticos afiliado al EPL con base en las afueras de Shanghái se vio responsable de más de 100 ataques hacia los departamentos del gobierno estadounidense, varias compañías americanas y un sitio de prensa, de acuerdo a un reporte de la compañía de seguridad informática, Mandiant. Un estimado realizado por diversas compañías americanas de inteligencia concuerdan con el reporte. Un oficial de la casa blanca dijo que los Estados Unidos serían "más agresivos" en la respuesta de los ataques y el espionaje informático, llevado a cabo por el gobierno chino. Además, el espionaje informático proveniente de China también fue reportado por compañías ubicadas en Francia y Alemania. El gobierno chino respondió diciendo que las acusaciones son malintencionadas y poco confiables, y acusaron al gobierno estadounidense de ser el origen de los ataques hacia las páginas oficiales del ejército chino.
En marzo de 2013, Estados Unidos y China accedieron en imponer sanciones más estrictas para Corea del Norte por llevar a cabo pruebas nucleares, hecho que abrió el espacio para el voto del Consejo de Seguridad de las Naciones Unidas. Este hecho significaría un nuevo nivel de cooperación entre Estados Unidos y China.
En un esfuerzo para construir un "nuevo modelo" de la relación entre ambas naciones, el presidente Obama se reunió con el presidente Xi Jinping durante dos días, entre el 6 y el 8 de junio de 2013, en la ciudad de Rancho Mirage, en el estado de California. La reunión fue considerada como "la reunión más importante entre un presidente americano y un líder chino en 40 años, desde Richard Nixon y Mao Zedong", de acuerdo a Joseph Nye, un politólogo de la Universidad de Harvard. Los líderes estuvieron de acuerdo en combatir el cambio climático y también mostraron un fuerte interés en mermar el programa nuclear de Corea del Norte. Sin embargo, los líderes se mantuvieron seriamente divididos acerca del espionaje informático y la venta de armas estadounidenses a Taiwán. Xi no prestó atención a las quejas de Estados Unidos sobre la seguridad informática. Tom Donilan, el Consejero de Seguridad Nacional saliente dijo que la seguridad informática "está al centro de la relación entre ambos países, y si los líderes chinos no estaban al tanto del problema, ahora lo están".
Las relaciones del liderazgo militar de ambas naciones mejoró en 2013. El general Qi dijo que a largo plazo, los intereses compartidos de ambas naciones superarían a las diferencias de estas. Sin embargo, estableció la vigilancia contra la "infiltración y subversión" del occidente y contra la "interferencia de poderes externos" en la región del Mar de la China Meridional.

### La administración de Trump

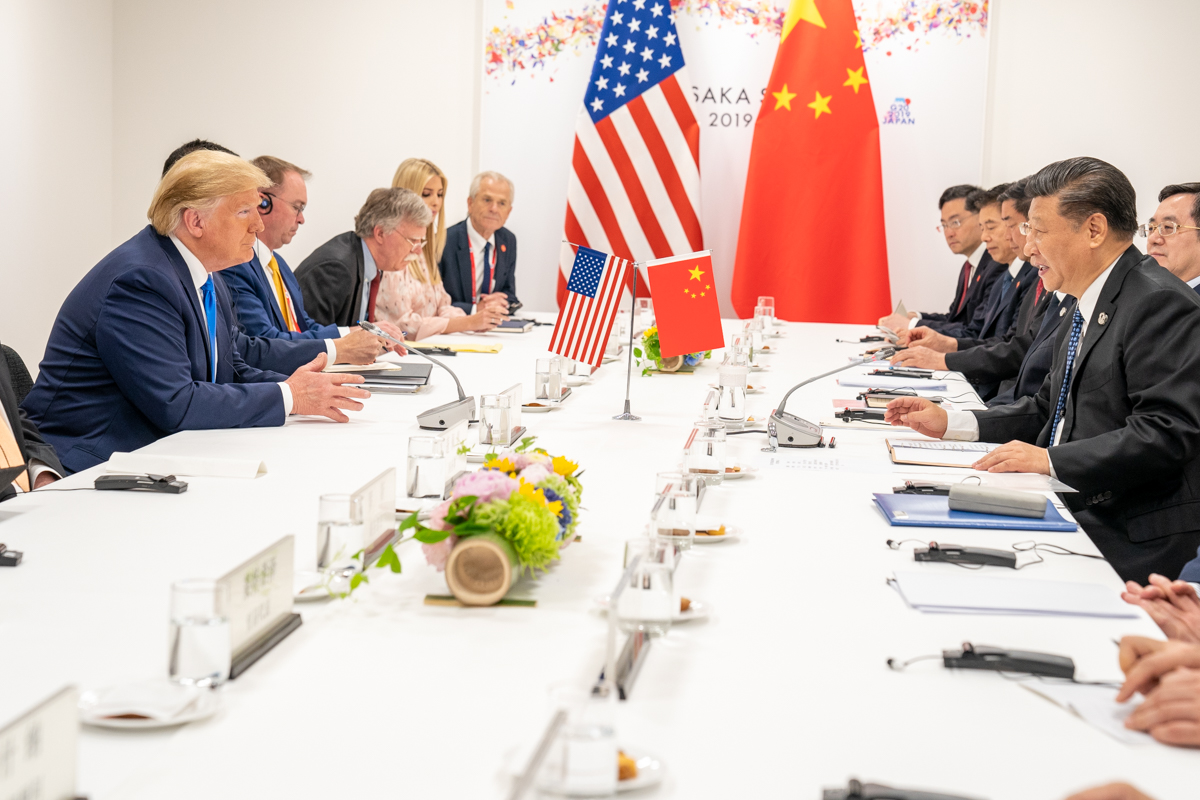
El presidente chino Xi Jinping con el presidente de los Estados Unidos Donald Trump en la Cumbre del G-20 de Osaka en agosto de 2019.

En 2017, Eric Schmidt, presidente de Alphabet (la empresa estadounidense dueña de Google), convenció a la élite de EE. UU., a través de una serie de discursos en foros clave, de que China y EE. UU. estaban inmersos en una carrera tecnológica por la supremacía global, y que China podía ganar dicha carrera. En los meses siguientes, el gobierno estadounidense detuvo las medidas que estaba preparando para recortar el poder de los grandes grupos tecnológicos estadounidenses y pasó a considerarlos armas en la nueva confrontación con China.
En agosto de 2018, el Congreso adoptó la ley de defensa nacional (con votos tanto de republicanos como de demócratas). Esta ley hizo de China y de la lucha para “bloquear su influencia” la “prioridad principal de Estados Unidos, [que] necesita de la integración de múltiples elementos, especialmente diplomáticos, económicos, militares y de inteligencia”.

### Presidencia de Joe Biden
Biden ha dicho que Estados Unidos debe "ponerse duro" con China y construir «un frente unido de aliados y socios estadounidenses para enfrentar los comportamientos abusivos y las violaciones de derechos humanos en China». Describió a China como el "competidor más serio" que plantea desafíos sobre la "prosperidad, la seguridad y los valores democráticos" de EE. UU..
Biden nombró a Antony Blinken para servir como Secretario de Estado, quien asumió el cargo el 26 de enero de 2021. Durante su audiencia de nominación, Blinken dijo que los enfoques optimistas previos hacia China eran defectuosos, y que el predecesor de Biden, Donald Trump, «tenía razón al adoptar un enfoque más duro hacia China» pero que no estaba de acuerdo con «la forma en que [Trump] lo hizo en varias áreas». Respaldó el informe del ex secretario de Estado Mike Pompeo de que China estaba cometiendo violaciones de derechos humanos en Sinkiang.
En marzo de 2021, Blinken, el asesor de seguridad nacional Jake Sullivan y otros funcionarios de la administración se reunieron con Yang Jiechi (miembro del Buró Político del Comité Central del Partido Comunista de China), el ministro de Relaciones Exteriores chino Wang Yi y otros funcionarios chinos en Alaska con acalorados intercambios sobre los abusos de los derechos humanos en China, ciberataques, sus amenazas contra Taiwán, su represión en Xinjiang y Hong Kong, y otros temas de interés estadounidense. La parte china respondió: «Estados Unidos no tiene la calificación para hablar con China desde una posición de fuerza [y] no sirve de modelo para otros [y] el desarrollo y el fortalecimiento de China es imparable».